# Jean II le Bon
Vous lisez un « article de qualité » labellisé en 2008.
Pour les articles homonymes, voir Jean II.
Ne doit pas être confondu avec Jean Lebon.
Jean II, dit « Jean le Bon », né le 26 avril 1319 au Mans et mort le 8 avril 1364 à Londres, fils du roi Philippe VI, est roi de France de 1350 à 1364, le deuxième de la dynastie des Valois. Il est particulièrement connu pour avoir été vaincu et fait prisonnier par le Prince Noir, fils d'Édouard III, à la bataille de Poitiers en 1356, au début de la guerre de Cent Ans.
La dynastie des Valois, qui règne sur la France à partir de 1328, à la suite des Capétiens directs, est confrontée à une crise de la féodalité, à la Peste noire de 1348 et aux défaites du début de la guerre de Cent Ans, due aux prétentions du roi d'Angleterre Édouard III, petit-fils (par sa mère) de Philippe IV le Bel, qui conteste l'attribution de la couronne à un cousin, Philippe de Valois, petit-fils de Philippe III. Les deux premiers Valois, incapables de faire rentrer les impôts, recourent à des mutations monétaires pour renflouer le trésor, ce qui entraine des dévaluations extrêmement impopulaires.
Jean le Bon, confronté de surcroît aux intrigues de Charles le Mauvais, roi de Navarre, autre prétendant à la couronne, gouverne dans le secret avec des hommes de confiance. Profitant de ces difficultés, Édouard III et son fils le Prince Noir relancent la guerre en 1355. Le 19 septembre 1356, Jean le Bon est fait prisonnier à la bataille de Poitiers.
Le pays sombre alors dans le chaos. Les états généraux menés par Étienne Marcel et Robert Le Coq prennent le pouvoir à Paris et tentent d'installer Charles de Navarre à la tête du royaume. En 1358, les paysans se soulèvent et s'allient avec Étienne Marcel. Le dauphin Charles (futur Charles V) se fait nommer régent et retourne la situation.
Jean le Bon peut rentrer en France en 1360, après la signature du traité de Brétigny, qui lui rend la liberté, cède un tiers du pays à Édouard III. Il faut encore payer son énorme rançon alors que les finances du royaume de France sont au plus bas (il stabilise cependant la monnaie, grâce à la création du franc). Les grandes compagnies de soldats démobilisés pillent les campagnes et bloquent le commerce. Il tente de mettre fin à leurs agissements, mais l'armée royale est vaincue à Brignais (avril 1362). Il tente d'en débarrasser le pays en les emmenant en croisade contre les Turcs avec l'argent du pape, mais essuie un nouvel échec : Innocent VI meurt quinze jours avant son arrivée à Avignon, remplacé par Urbain V qui n'est pas favorable au projet.

## Personnalité

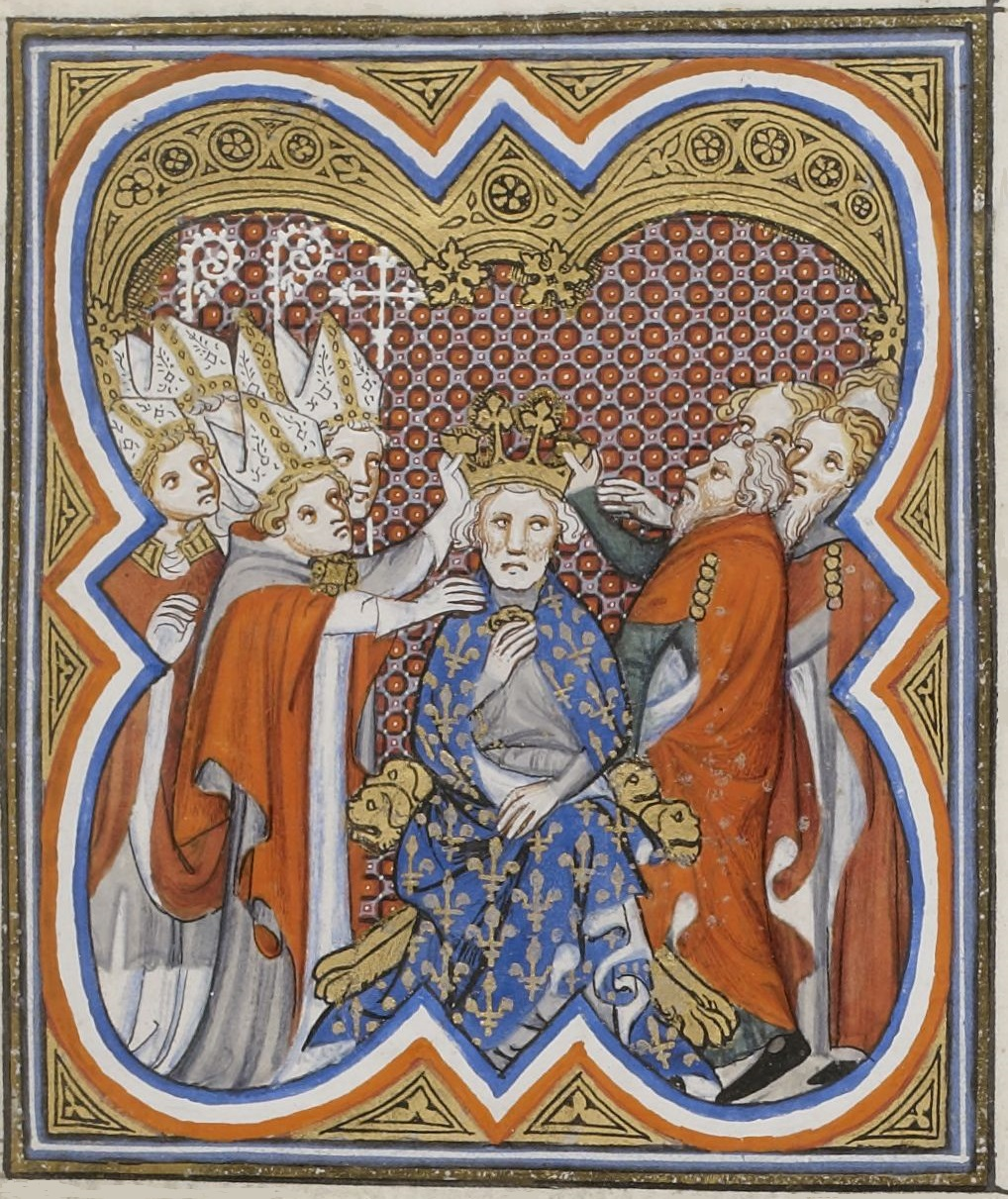
Sacre de Jean le Bon.
Enluminure des Grandes Chroniques de France de, vers 1370-1379. BnF, département des manuscrits, ms. Français 2813,.

Il est d’une personnalité sensible, et laisse facilement cours à son émotivité, jusqu'à devenir violent, ce qui lui vaut quelques déboires diplomatiques. Il aime les livres, protège peintres et musiciens.
Son image de roi chevalier provient de sa conduite héroïque à la bataille de Poitiers, de la création de l’ordre de l'Étoile, ou encore de la création du franc, sur lequel il figure en armure et à cheval, brandissant une épée. Le règne de Jean le Bon est marqué, comme celui de son père, par la contestation de Charles de Navarre et d'Édouard III, lesquels n'acceptent pas l'accession des Valois au trône de France. Les actions de Jean le Bon sont donc guidées par la nécessité politique de prouver avant tout la légitimité de sa couronne.
Dès son plus jeune âge (il est duc de Normandie à 13 ans), il doit lutter contre les forces de ceux qui, attirés par l'influence économique anglaise, ou le parti réformateur, affectent les villes et la noblesse[pas clair]. Évoluant au milieu des intrigues et des trahisons, il est logique qu'il soit méfiant et gouverne dans le secret, avec un cercle très fermé de familiers.[non neutre] C'est aussi pour cette raison que les premiers Valois ont cherché à donner un aspect fastueux aux cérémonies, ce qui correspond à la conception médiévale de la noblesse. Cependant, les temps ont changé et les contribuables voient d'un mauvais œil ces dépenses somptuaires.

## Jeunesse et formation (1319-1332)

### Naissance
Jean de Valois naît au château de Gué-de-Maulny près du Mans, le 26 avril 1319.

### Origines familiales
Il est le fils aîné de Philippe de Valois (1293-1350), qui est le fils du comte Charles de Valois (1270-1325), le frère de Philippe le Bel (1268-1314) et le cousin des derniers Capétiens Louis X le Hutin, Philippe V le Long et Charles IV le Bel.
Sa mère est la première épouse de Philippe de Valois, Jeanne de Bourgogne (1293-1349), fille du duc de Bourgogne Robert II.
Jean est baptisé le 30 avril 1319 à la cathédrale Saint-Julien du Mans.

### Héritier présomptif du trône de France

Royaume de France en 1328
Possessions d'Édouard III d'Angleterre.
Possessions de Jeanne II de Navarre.
États pontificaux.
Zone d'influence économique anglaise.
Zone d'influence culturelle française.

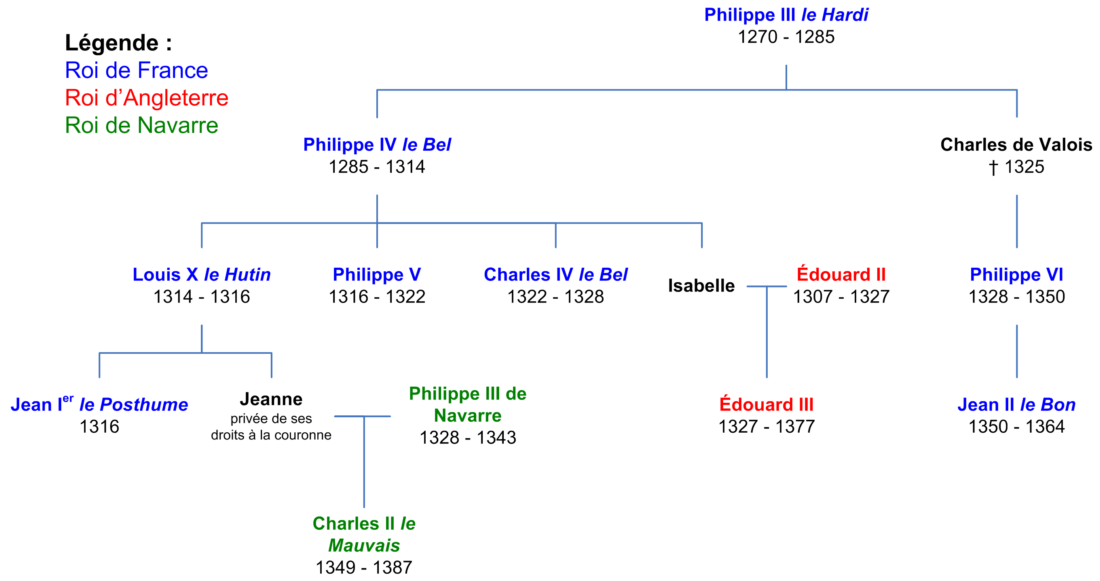
Les rois de la guerre de Cent Ans.

Son père Philippe VI monte sur le trône de France en 1328. Cet avènement résulte d'un choix fait par la haute noblesse française après la mort des trois fils de Philippe le Bel, Louis X le Hutin en 1316, Philippe V le Long en 1322, et Charles IV en 1328 : refuser la couronne à la fille de Philippe le Bel, Isabelle de France, épouse du roi d'Angleterre Édouard II et mère du roi Édouard III, afin d'éviter que la couronne de France échoie à un prince étranger. La couronne est donc attribué au cousin (aîné) le plus proche du dernier roi : Philippe de Valois (par la suite, cette exclusion des filles de la succession sera légitimée par un recours à la « loi salique », la loi des Francs saliens, la tribu de Clovis).
Le nouveau roi doit asseoir la légitimité de la nouvelle dynastie. En 1328, Jean, âgé de neuf ans, est son seul fils vivant (un autre fils vient un peu plus tard, Philippe, 1336-1375).
En 1332, naît un fils de la fille de Louis X, Jeanne II de Navarre (1312-1349), Charles (1332-1387), qui, si on admet les filles à la succession de France, est mieux placé qu'Édouard III.
Philippe VI décide alors de marier son fils âgé de treize ans afin de nouer une alliance matrimoniale aussi prestigieuse que possible et de lui remettre un apanage (la Normandie). Il envisage un temps de l'unir à Aliénor, sœur du roi d'Angleterre.

### Influence française dans le Saint-Empire
Depuis Louis IX, les villes et seigneurs du Saint-Empire proches du royaume de France recourent à la justice royale pour régler certains litiges. Par exemple, le bailli de Mâcon intervient à Lyon pour régler des différends, de même que le sénéchal de Beaucaire intervient à Viviers ou à Valence.
D'autre part, beaucoup de seigneurs comme le connétable de Brienne ont des possessions dans le royaume et dans l'Empire. Les rois de France élargissent leur influence en attirant à la cour la noblesse de ces régions en lui allouant des subsides et en se livrant à une habile politique matrimoniale. Ainsi, les comtes de Savoie prêtent hommage au roi de France en contrepartie de l'octroi de pensions.

### Alliance dePhilippeVIavec Jean de Luxembourg
Parmi les princes du Saint-Empire, Jean de Luxembourg (1296-1346), roi de Bohême, fils de l'empereur Henri VII, est un habitué de la cour de France (sa sœur Marie (1305-1324) a été l'épouse du roi Charles IV le Bel), tout comme son fils Venceslas (Charles) (1316-1378), futur empereur Charles IV. Jean de Luxembourg est un des princes les plus puissants de l'époque : le chroniqueur Pierre de Zittau écrit à son sujet que « sans le roi de Bohême, personne ne peut réaliser ses projets. Ce que Jean patronne réussit. Ce qu'il ne veut pas est voué à l'échec ».
Philippe VI l'invite à Fontainebleau et lui propose un traité d'alliance cimenté par un mariage. Le roi de Bohême, qui a des visées sur la Lombardie et a besoin du soutien diplomatique français, accepte. Les clauses militaires du traité de Fontainebleau stipulent que :
- en cas de guerre, le roi de Bohême se joindra à l'armée du roi de France avec quatre cents hommes d'armes si le conflit se déroule en Champagne ou dans l'Amiénois ; avec trois cents hommes, si le théâtre des opérations est plus éloigné ;
- la couronne de Lombardie ne sera pas contestée au roi de Bohême s'il parvient à la conquérir ;
- s'il peut disposer du royaume d'Arles, celui-ci reviendra à la France[pas clair] ;
- le traité entérine le statu quo concernant les avancées françaises en terre d'Empire[pas clair].

Pour le mariage de son fils, le roi de France a le choix entre deux filles du roi de Bohême (qui a une fille aînée déjà mariée, Marguerite, 1313-1341) comme épouse de son fils, Bonne (1315-1349) et Anne (1323-1338). Il choisit Bonne car elle est déjà en âge de procréer. La dot est fixée à cent vingt mille florins.

### Mariage de Jean de Valois avec Bonne de Luxembourg (juillet 1332)
Jean de Valois est déclaré majeur et émancipé le 26 avril 1332. Il reçoit en apanage le duché de Normandie, ainsi que les comtés d'Anjou et du Maine (trois anciennes possessions des Plantagenêt).
Le mariage a lieu le 28 juillet 1332 en l'église Notre-Dame de Melun, en présence de six mille invités.
Deux mois plus tard, Jean de Normandie est adoubé chevalier à la cathédrale Notre-Dame de Paris devant une assistance prestigieuse réunissant les rois de Bohême et de Navarre (Philippe III) ainsi que les ducs de Bourgogne, de Lorraine et de Brabant.

## Duc de Normandie (à partir de 1332)

### Le duché de Normandie dans les années 1330

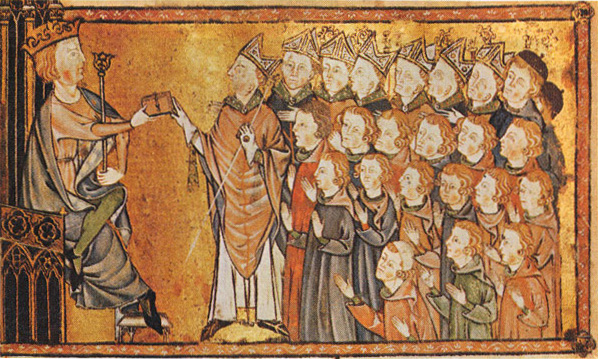
Octroi de la Charte aux Normands par Louis le Hutin, manuscrit du XIVe siècle (BNF). La Charte aux Normands de 1315 confirmée en 1339 par garantit une large autonomie à la Normandie. Geoffroy d'Harcourt en est l'un de ses plus fervents défenseurs et est le meneur naturel des rebelles normands au pouvoir royal.

En 1332, Jean le Bon reçoit la Normandie en apanage et constate qu'une grande partie de la noblesse normande est attirée par le camp anglais. En effet, économiquement, la Normandie dépend des échanges maritimes à travers la Manche autant que des échanges par le transport fluvial sur la Seine. Bien que la Normandie et l'Angleterre ne soient plus associées depuis 1204, nombre de seigneurs fonciers ont des possessions de part et d'autre de la Manche. Dès lors, se ranger derrière l'un ou l'autre souverain entraînerait confiscation d'une partie des terres. C'est pourquoi la noblesse normande se regroupe en clans solidaires, qui lui permettent de pouvoir faire front : c'est ainsi qu'elle a pu obtenir et maintenir des chartes garantissant au duché une grande autonomie. Raoul de Brienne est une figure significative : il mène une politique étrangère indépendante, et, s'il commande l'armée française envoyée en Écosse en 1335, c'est en tant que capitaine général engagé par contrat, et non comme l'obligé du roi.[pas clair]
La noblesse normande est divisée entre deux factions, celle des Tancarville et celle des Harcourt qui se livrent à une guerre sans merci depuis plusieurs générations.

### Rébellion de Geoffroy d'Harcourt (1343-1344)
Leur rivalité est relancée lorsque, en 1341, les Tancarville, soutiens habituels du roi de France, soufflent la riche héritière du fief du Molay Jeanne Bacon, promise à Geoffroy d'Harcourt[pas clair] (?-1356). Le roi, soucieux d'éviter que la plus riche région du royaume soit mise à feu et à sang, donne l'ordre aux baillis de Bayeux et du Cotentin d'empêcher cette guerre.
Geoffroy d'Harcourt entre cependant en guerre (1343), ralliant une partie de la noblesse normande, qui souhaiterait voir Geoffroy d'Harcourt devenir duc de Normandie, ce qui garantirait la large autonomie octroyée par les chartes.
Le roi ordonne alors la saisie de ses biens. Son château de Saint-Sauveur-le-Vicomte est occupé par les troupes royales et Geoffroy se réfugie sur les terres qu'il détient dans le duché de Brabant, pays d'origine de sa mère, Alix de Brabant.
Trois de ses compagnons, Guillaume Bacon, sire de Blay et oncle de Jeanne Bacon, Jean de la Roche Tesson et Richard de Percy, accusés de complot, sont décapités à Paris le 3 avril 1344. Leurs têtes sont envoyées à Saint-Lô pour être exposées sur une roue en plein marché,.

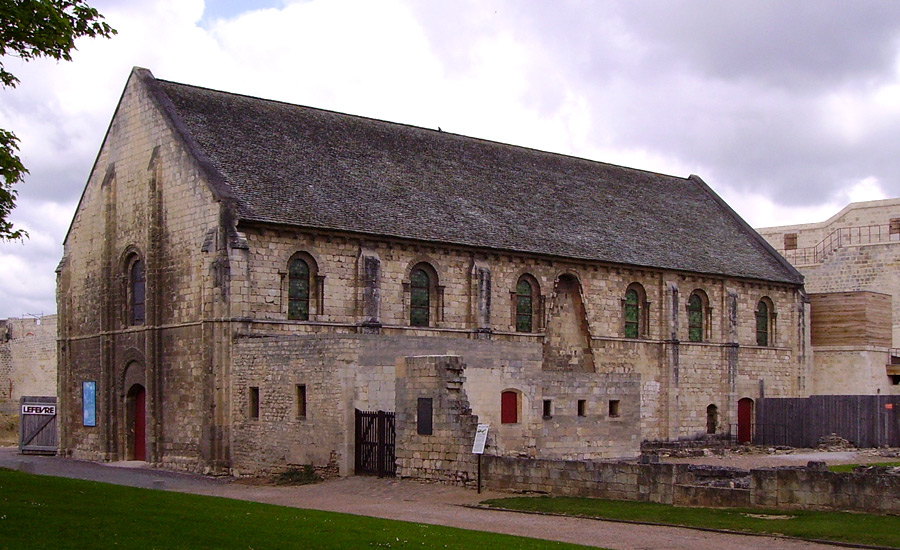
Salle de l'échiquier de Caen (XIIe siècle), L'échiquier de Normandie rend la justice. La seconde charte aux Normands de 1339 leur garantit le droit de ne jamais être cités devant une autre juridiction.

### Ralliement de Geoffroy àÉdouardIIIet bataille de Crécy (1345-1347)
Au Brabant, Geoffroy est informé que les Flamands[pas clair] menés par le Gantois Jacob van Artevelde ont reconnu Édouard III comme roi (le comté de Flandre fait partie du royaume de France, alors que le duché de Brabant est dans le Saint-Empire). En effet, Édouard III, fils d'Isabelle de France, revendique, en tant que petit-fils de Philippe le Bel, la couronne de France à la place de Philippe de Valois, neveu de Philippe le Bel.
Au début de 1345, Geoffroy décide de franchir lui-même le pas et se rend en Angleterre, où Édouard III le prend sous sa protection. Il le nomme maréchal et lui donne un commandement.
Geoffroy est un des chefs de l'expédition en Normandie (1346) qui va aboutir à la bataille de Crécy (1347), une grande victoire anglaise. Mais le frère aîné de Geoffroy (Jean IV d'Harcourt) y étant mort du côté français, Geoffroy décide de mettre fin à son allégeance anglaise.

### Retour à la paix
Geoffroy bénéficie du pardon royal et ses biens lui sont restitués. Il le nomme même capitaine souverain de Rouen et de Caen.
Il est dès lors logique que Jean de Valois se rapproche des Tancarville, qui représentent le clan loyaliste, pour assurer son autorité sur la Normandie. Or, le vicomte Jean de Melun a épousé Jeanne, la seule héritière du comté de Tancarville. Par la suite ce sont les Melun-Tancarville qui forment l'ossature du parti de Jean le Bon, alors que Godefroy de Harcourt est le défenseur historique des libertés normandes et donc du parti réformateur. Le rapprochement entre ce dernier et Charles de Navarre, qui se pose en champion des réformateurs, devient donc logique[pas clair].
La paix entre Geoffroy d'Harcourt et les Valois va durer jusqu'en 1356.

## Chef de guerre
Jean, duc de Normandie, mais aussi comte d'Anjou, comte du Maine et comte de Poitiers, seigneur des conquêtes de Languedoc et de Saintonge[pas clair], ne joue pas un rôle politique très important dans ses fiefs, qui appartiennent au domaine royal. Ce sont les officiers royaux qui administrent la plupart[pas clair] de ses possessions.

### Début de la guerre de Cent Ans
En revanche, il participe activement aux campagnes militaires de l'époque. Une guerre franco-anglaise débute en 1337, après des mois de tension, après que Philippe VI a confisqué le duché de Guyenne, fief d'Édouard III, pour félonie : le roi d'Angleterre envoie un ambassadeur jeter le gant à Philippe VI, « qui se dit roi de France » (7 octobre 1337), ce qui constitue une déclaration de guerre. Mais les hostilités directes ne surviennent pas aussitôt.
Les marins normands lancent des raids contre les ports anglais et un débarquement de grande ampleur est envisagé. Jean, dont les Normands seraient en première ligne, en serait le commandant en chef, mais, faute de finances, le projet est abandonné.
Jean combat les Anglais dans le comté de Hainaut en 1340, en Bretagne en 1341–1342 et en Guyenne en 1345-1346.

### La guerre en Bretagne (1341-1342)
En 1341, un conflit annexe éclate en Bretagne : la guerre de Succession (1341-1365) qui suit la mort du duc Jean III, opposant deux partis prétendant au trône ducal : Jeanne de Penthièvre et Charles de Blois d'une part, Jean de Montfort d'autre part. Le 7 septembre 1341, Philippe VI apporte son soutien à Charles de Blois à travers l'arrêt de Conflans. Mais Jean de Montfort, qui s'est déjà emparé de plusieurs places bretonnes (dont Nantes), refuse de se soumettre à cette décision et fait allégeance à Édouard III, qu'il reconnaît comme roi de France légitime.
Jean le Bon est placé à la tête d'une forte armée[réf. nécessaire], incluant des mercenaires génois, et entre en Bretagne fin 1341. Il enlève la forteresse de Champtoceaux qui verrouille l'accès à Nantes sur la rive gauche de la Loire. Au bout de deux semaines de siège, il prend Nantes et capture Jean de Montfort. Les villes ne tardent pas à reconnaître Charles de Blois[réf. nécessaire]. Du fait de l'arrivée de l'hiver, la campagne s'achève sans que les partisans de Jean de Montfort aient été soumis : mais, pensant avoir réglé l'affaire en s'assurant de la personne de Jean de Montfort, Jean le Bon rentre à Paris.
En 1342, la guerre reprend grâce à l'épouse de Jean de Montfort, Jeanne de Flandre, qui rallie ses partisans à Vannes. Édouard III débarque à Brest, alors que l'armée française l'attend à Calais. Il[Qui ?] assiège Vannes et une armée, toujours menée par le duc de Normandie, entre en Bretagne.
Jeanne de Flandre ayant sombré dans la folie, une trêve est signée le 19 janvier 1343. Les Anglais occupent et administrent les places fortes fidèles à Jean de Montfort. Une grande garnison anglaise est présente à Brest. Vannes est administrée par le pape[pas clair].
Les responsabilités confiées à Jean s’accroissent progressivement après ses succès en Bretagne : il entre au conseil du roi et est nommé seigneur des conquêtes, chargé d’administrer les territoires conquis en Guyenne (mars 1343). Mais il n’a que 24 ans, manque d’expérience et d’autorité et ne réside pas sur place. Les populations regrettent vite leur ancien maître : la fiscalité s’alourdit en particulier avec l’introduction des aides et la proportion d’officiers gascons dans l’administration diminue, au profit d’étrangers (Savoyards, Provençaux ou Auvergnats).

### La guerre en Guyenne contre Henry de Lancastre (1345-1346)
Début août 1345, Henry de Lancastre (1281-1345), petit-fils du roi d'Angleterre Henri III et cousin d'Édouard III, débarque à Bordeaux avec 500 hommes d’armes, 1 000 archers et 500 fantassins gallois. Pourvu de la fonction de lieutenant du duc d'Aquitaine (Édouard III), il a toute liberté d’action.
Son premier objectif est de neutraliser Bergerac, sur la Dordogne, d’où partent régulièrement des raids dévastateurs. La ville est prise au mois d’août.
Renforcé par des troupes gasconnes et par celles de Ralph de Stafford (2 000 hommes d’armes et 5 000 archers et fantassins), il met le siège devant Périgueux. Jean le Bon, chargé de la défense de l’Aquitaine, envoie Louis de Poitiers avec 3 000 hommes d’armes et 6 000 fantassins[pas clair] secourir la ville. Mais à 15 km de Périgueux, celui-ci s’arrête pour assiéger le château d'Auberoche et est surpris par Henry de Lancastre le 21 octobre. L’armée française est défaite et les Anglais font une nouvelle fois de nombreux prisonniers.
Fort de ce succès, le comte de Lancastre prend plusieurs bastides, chassant les garnisons françaises du territoire compris entre la Dordogne et la Garonne, puis il met le siège devant La Réole. La ville est prise le 8 novembre, mais les défenseurs de la citadelle refusent de se rendre, promettant cependant de le faire si aucun secours n’arrive dans les 5 semaines.
Jean le Bon, lui, ne bouge pas, une grande partie de son armée a été défaite à Auberoche, et il en a licencié le reste.
Après La Réole, les villes de Langon et de Sainte-Bazeille se rendent en janvier 1346. Aiguillon tombe aussi au début 1346. Devant l’inertie du commandement français, de nombreux seigneurs gascons changent de camp, comme les puissantes familles Durfort et Duras, les communautés locales organisent leur propre défense et refusent de payer les impôts royaux. Des évêques passent ouvertement dans le camp d'Édouard III et Domme ouvre ses portes à Henri de Grosmont, comte de Derby.
De ce fait, la souveraineté française sur l’Aquitaine recule, laissant place à l’action des Grandes compagnies et aux guerres privées, ce qui accentue le phénomène.[pas clair]
D’autre part, les prisonniers faits à Bergerac et à Auberoche rapportent près de 70 000 livres en rançon à Henry de Lancastre, et ses lieutenants ne sont pas en reste[pas clair] : on prend conscience en Angleterre que la guerre en France peut être rentable, ce qui suscite nombre de vocations.
Philippe VI se décide enfin à agir : il doit trouver de l'argent, pour lever une armée. Il obtient avec difficulté l'accord des États de langue d’oil et de langue d'oc[Quand ?], il emprunte aux banquiers italiens de Paris, et surtout, le pape l’autorise à prélever 10 % des revenus ecclésiastiques du royaume et lui prête 33 000 florins. Il recrute des mercenaires en Aragon et en Italie.
Au printemps 1346, à la tête de 8 000 à 15 000 hommes, dont 1 400 Génois, il[Qui ?] se rend en Guyenne pour tenter de reprendre le terrain perdu. Il reprend Angoulême[pas clair], puis met le siège devant Aiguillon. Cette place au confluent de la Garonne et du Lot est bien fortifiée et tenue par une solide garnison de 600 archers et 300 hommes d’armes. Jean fait le serment de ne pas quitter les lieux avant d’avoir pris la ville. Il emploie les grands moyens : réseaux de tranchées pour protéger l’approche et les arrières, construction de ponts sur la Garonne et le Lot pour bloquer le ravitaillement de la ville. Mais le siège piétine et ce sont bientôt ses propres forces qui se retrouvent affamées, les assiégés ayant fait main basse sur le ravitaillement des assiégeants par des sorties. Il maintient cependant le siège pendant quatre mois, tandis qu'Henri de Grosmont, à la tête de l'armée anglaise, reprend du terrain. Il abandonne le siège à la fin d'août 1346 : Édouard III a attaqué au nord du royaume et Philippe VI a besoin de lui.

### La défaite de Crécy (septembre 1346) et ses suites
C'est alors que l'armée française est battue à Crécy (septembre 1346). Après ce désastre, Jean le Bon, à qui il est reproché d'avoir immobilisé l'armée royale devant Aiguillon) et son oncle le duc Eudes IV de Bourgogne tombent en disgrâce, ainsi que les banquiers chargés par le roi des manipulations monétaires nécessaires à l'entretien des finances royales.
En Europe circule l'idée[pas clair], lancée par Brigitte de Suède, d'une adoption d'Édouard III par le roi de France, qui en ferait son successeur, mettant ainsi fin au conflit.
Le duc de Normandie, se sentant menacé, cherche l'appui de son beau-frère, Charles de Luxembourg. Le 7 mai 1347, celui-ci s'engage à venir à son secours et à celui de ses quatre fils, au cas où on l'empêcherait de succéder à la couronne de France.

### Premiers contacts avec le pouvoir (1347-1350)
En août 1347, après la chute de Calais (le 3), Philippe VI, âgé de 53 ans et discrédité, doit céder à la pression de la cour. C'est le duc de Normandie qui prend les choses en main. Ses alliés (les Melun et les membres de la bourgeoisie d'affaires, qui viennent d'être victimes de la purge qui a suivi Crécy et qu'il fait réhabiliter) entrent au conseil du roi, à la chambre des comptes et occupent des postes élevés dans l'administration.

### L'achat d'une terre d'Empire: le Dauphiné de Viennois (1349)
Malgré les défaites subies face à l'Angleterre, l'attraction politique de la France permet d'étendre le royaume vers l'est.
Ainsi, le comte Humbert II, ruiné par son incapacité à lever l'impôt et sans héritier, à la suite de la mort de son unique fils, vend le Dauphiné à Philippe VI.
Jean le Bon prend part directement aux négociations et finalise l'accord.
Un des points de cet accord est que le Dauphiné et le titre de « dauphin (de Viennois) » qui y est attaché seront attribués à un fils de Jean le Bon. C'est Charles, son fils aîné, qui devient, le 16 juillet 1349, le premier dauphin (de France), inaugurant une tradition pluriséculaire.

### Mort de Bonne de Luxembourg (1349) et remariage avec Jeanne d'Auvergne (1350)
Bonne de Luxembourg meurt de la peste le 11 septembre 1349 et Jean le Bon suit l’avis du roi qui, pour des motifs politiques, souhaite que l’héritier présomptif fasse alliance avec la duchesse Jeanne, fille de Guillaume XII d'Auvergne et de Marguerite d'Évreux, héritière du duché (fief français) et du comté (fief d'Empire) de Bourgogne, ainsi que du comté d'Artois, dont les riches domaines pouvaient, le cas échéant, faire retour à la couronne[pas clair]. Âgée de vingt-quatre ans, Jeanne est veuve de Philippe de Bourgogne, mort en pleine jeunesse au siège d'Aiguillon en 1346.
Jean l'épouse donc le 9 février 1350 au château de Sainte-Gemme (aujourd'hui disparu) à Feucherolles, à l'ouest de Saint-Germain-en-Laye. Comtesse de Boulogne et d'Auvergne depuis la mort de son père en 1332, elle assure la régence du duché et du comté de Bourgogne ainsi que de l'Artois depuis la mort, en 1349, de son beau-père, le duc Eudes IV. À l'occasion de ce mariage, en contrepartie de ces terres appartenant à son domaine[pas clair], elle reçoit en dot les seigneuries de Montargis, Lorris, Vitry-aux-Loges, Boiscommun, Châteauneuf-sur-Loire, Corbeil, Fontainebleau, Melun et Montreuil.

## Avènement de Jean le Bon (1350)

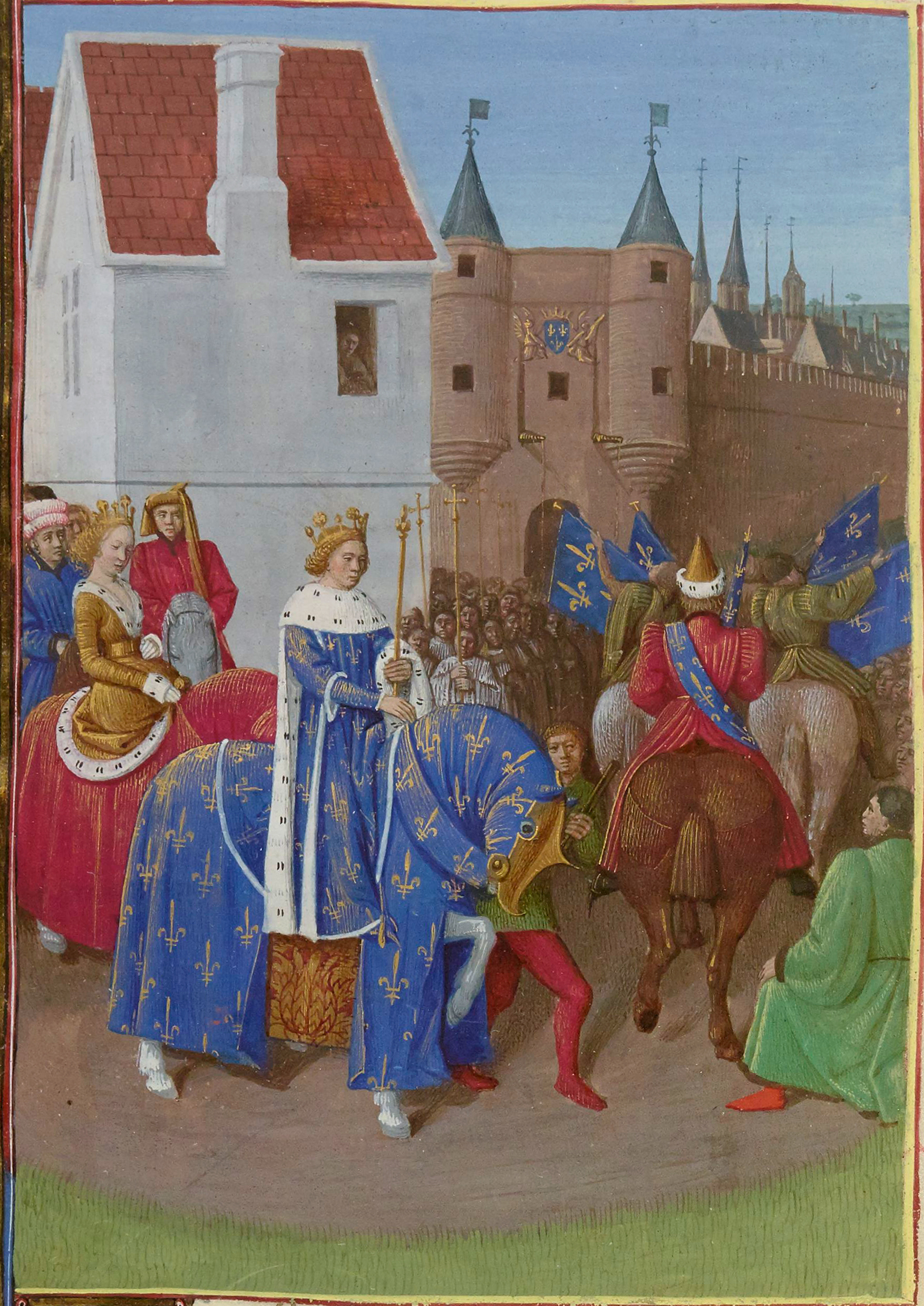
Jean Fouquet, Entrée de le Bon, Grandes Chroniques de France, vers 1455-1460 (BNF, Fr.6 465, f.378v) Après son sacre, Jean le Bon entre à Paris solennellement avec son épouse Jeanne d'Auvergne. Les Valois, dont la couronne est contestée sont très vigilants quant à l'apparat.

La guerre de Cent Ans connaît une période de trêve à partir de 1347 en raison de l'épidémie de peste qui frappe presque toute l'Europe. La première partie de la guerre a été favorable aux Anglais, de Crécy à Calais. Le pouvoir des Valois est contesté par le roi d'Angleterre et par le roi de Navarre.

### Mort dePhilippeVI(22 août) et bataille de Winchelsea (29 août)
Philippe VI meurt le 22 août 1350.
Le 29 août, une escadre castillane (la Castille étant alliée de la France) en provenance de L'Écluse vers le Pays basque, conduite par Charles de la Cerda, est interceptée au large de Winchelsea par une escadre anglaise où se trouve Édouard III, suspecté de vouloir se rendre à Reims pour se faire sacrer roi de France[réf. nécessaire]. La bataille navale qui s’ensuit tourne à l'avantage des Anglais, mais au prix de lourdes pertes, et Édouard III ne va pas pouvoir empêcher le sacre de Jean le Bon, qui surprend ses rivaux par l'organisation rapide de la cérémonie, dès le 26 septembre 1350.

### Le sacre (26 septembre)
Jean le Bon est sacré dans le lieu traditionnel, la cathédrale de Reims, en compagnie de son épouse Jeanne d'Auvergne, par l'archevêque Jean II de Vienne.
Son intronisation est suivie par l'adoubement de quatre cents nouveaux chevaliers appartenant aux grandes familles du royaume.
Le nouveau roi choisit pour emblème l'aigle, symbole de son patron Saint Jean l'évangéliste.

### Formation d'une faction autour du nouveau roi de Navarre
Jeanne II de Navarre, fille de Louis X le Hutin, a renoncé en 1328 à la couronne de France (en échange de celle de Navarre). Elle meurt peu avant Philippe VI, le 6 octobre 1349, laissant le trône à son fils Charles, qui devient Charles II de Navarre, dit Charles le Mauvais.
Outre les prétentions de Charles sur le trône de France, il existe un autre contentieux : en 1336, Jeanne, comtesse de Champagne, a dû abandonner ce fief à Philippe VI, qui l'a intégré au domaine royal. Charles le Mauvais est par ailleurs comte d'Évreux et fait donc partie de la noblesse normande.
Aîné d'une puissante lignée[pas clair], Charles le Mauvais regroupe autour de lui les mécontents du règne de Philippe VI de Valois.
- la famille des comtes de Boulogne : le comte lui-même, le cardinal[Qui ?], leurs deux frères[Qui ?] ;
- la maison d'Auvergne, dont les membres ont été évincés de la régence de Bourgogne du fait du mariage de leur sœur avec Jean le Bon[41]) ;
- les barons champenois fidèles à Jeanne de Navarre[44] ;
- les fidèles de Robert III d'Artois, banni du royaume par Philippe VI (bien qu'il soit l'époux de sa demi-sœur Jeanne de Valois, internée au Château-Gaillard).

Il est aussi soutenu par l'université de Paris et par les marchands des régions du nord-ouest du royaume, pour lesquels le commerce avec l'Angleterre est essentiel.

### L'exécution du comte de Guînes (14 novembre)
Le 19 novembre 1350, Jean le Bon fait exécuter le connétable Raoul II de Brienne, comte de Guînes, juste rentré de sa captivité en Angleterre (il a été fait prisonnier lors du siège de Caen en 1346). En 24 heures, Raoul de Brienne est arrêté, jugé (à huis clos) et décapité. Ses biens sont confisqués.
Les causes de son exécution sont restées secrètes, mais il aurait été convaincu de haute trahison. En effet, les domaines de ce gentilhomme sont partagés entre plusieurs royaumes (France, Angleterre et Irlande). Et, comme beaucoup de seigneurs dont les possessions ont une façade maritime à l'ouest (sauf ceux dont les domaines sont dans le bassin de la Seine et qui peuvent facilement commercer avec Paris), il a intérêt à soutenir l'Angleterre pour des raisons économiques (le transport maritime étant à l'époque plus performant que le transport terrestre, la Manche constitue une intense zone d'échange). Raoul de Brienne aurait négocié sa libération contre l'engagement de reconnaître Édouard III comme roi de France, ce dont Jean le Bon aurait été informé grâce l'interception de courriers à destination du roi d'Angleterre. Le roi ne souhaite pas que cela s'ébruite, car cela remettrait en avant la question des droits d'Édouard à la couronne de France.[réf. nécessaire]
Cette exécution expéditive suscite des rumeurs. Il se dit que le connétable a été exécuté pour avoir eu une liaison avec la reine Bonne de Luxembourg. Ces rumeurs permettent de jeter le discrédit sur les enfants de Bonne, qui pourraient être adultérins.
Elle suscite aussi des réactions favorables au roi de Navarre. Raoul de Brienne a de nombreux alliés qui le rejoignent : les seigneurs normands et la noblesse de Picardie, d'Artois, du Vermandois, du Beauvaisis et des Flandres, régions dont l'économie dépend des importations de laine anglaise[réf. nécessaire], susceptibles de se ranger au côté de l'Anglais, se sentent menacés et se rangent derrière Charles de Navarre ou les frères de Picquigny, fidèles alliés du connétable.
Au lendemain de l'exécution du connétable, Charles le Mauvais écrit au comte de Lancastre : « Tous les nobles de Normandie sont passés avec moi à mort à vie ».

## Premières mesures

### Ordonnance sur les métiers de la ville de Paris (janvier 1351)
La grande épidémie de peste noire entraîne une diminution de la main-d’œuvre et de la production agricole. Pour éviter une hausse des prix, le roi bloque les prix et les salaires par une ordonnance du 30 janvier 1351, à l’instar d'Édouard III en 1349 avec le statut des travailleurs. Cette ordonnance interdit aussi la mendicité, car l’inactivité aggrave la pénurie de main-d’œuvre et les vagabonds peuvent être recrutés dans les bandes de mercenaires démobilisés[réf. nécessaire] des grandes compagnies, qui sévissent dans le pays.
L'ordonnance permet à chacun de s’établir comme artisan à Paris, ce qui brise le système des corporations et contribue à empêcher la hausse des prix (les corporations fixent l’autorisation d’exercice et les prix pratiqués). Dès lors, cette mesure permet de limiter l'inflation dans un premier temps, mais n'empêche pas à moyen terme le marché de réguler les prix en fonction de l'offre et de la demande. On sait qu'en Angleterre, après promulgation d'une ordonnance analogue, les prix ont recommencé à augmenter après une génération[pas clair].
Elle interdit aux ouvriers de fréquenter les tavernes les jours ouvrables et de quitter leur employeur pour chercher un meilleur salaire.
En 1367, une nouvelle ordonnance[réf. nécessaire] oblige les chômeurs à réparer les fossés[pas clair], sous peine d’être fouettés. Les vagabonds sont criminalisés[réf. nécessaire]. L'historien Bronisław Geremek souligne que « le système judiciaire et l'appareil policier sont, avant tout, dirigés contre les échelons inférieurs de la hiérarchie sociale ».

### Ordonnances militaires historiques de 1351 (Avril 1351)
Jean II hérita d'une armée française affaiblie par la désorganisation et la fragmentation féodale. Sept mois après son couronnement, il promulgua les ordonnances de 1351 pour remédier à ces problèmes. Ces ordonnances, édictées en réponse à des revers militaires tels que la défaite française à la bataille de Crécy en 1346, visaient à améliorer l'organisation, la discipline et le paiement au sein de l'armée française. Elles témoignent de la compréhension précise de Jean, roi chevaleresque, des insuffisances de l'armée féodale.
Les ordonnances militaires de 1351, promulguées par le roi Jean II le Bon, sont considérées comme les premières ordonnances militaires globales de l'histoire française en raison de leur approche systématique pour réformer l'armée royale pendant la guerre de Cent Ans,. Alors que des monarques français antérieurs, comme Philippe Auguste, avaient émis des décrets liés à l'armée, aucun n'était aussi complet ni spécifiquement axé sur l'organisation de l'ensemble de l'armée que les ordonnances de Jean.
Les principaux objectifs des dispositions incluaient :
- Centralisation du commandement : Établir l'autorité royale sur les opérations militaires pour réduire l'autonomie des nobles. Les ordonnances instauraient des règles standardisées pour le recrutement, le paiement et la conduite des soldats, marquant un changement significatif des levées féodales décentralisées et souvent chaotiques vers une armée royale plus cohérente sous contrôle centralisé[59]. Ces réglementations incluaient des dispositions pour des salaires fixes et des mesures visant à freiner l'indiscipline parmi les troupes[60].
- Institution de la « montre » (système de revue militaire) : Pour garantir la responsabilité et l'équipement adéquat des troupes. Elle imposait des inspections régulières, appelées « montres », pour vérifier le nombre, l'équipement et la disponibilité des soldats. Chaque combattant devait faire partie d'une compagnie dirigée par un capitaine, responsable de la discipline et de la préparation de l'unité. Les chevaux étaient marqués pour éviter que les mêmes montures soient présentées dans plusieurs unités pour gonfler les effectifs et réclamer des paiements supplémentaires. Les soldes n'étaient versées qu'après la montre, garantissant que les soldats étaient correctement équipés et présents. Ce système visait à réduire la fraude, limiter les désertions et s'assurer que seuls les soldats bien équipés recevaient un paiement, marquant une transition vers une armée plus professionnelle[59].
- Régulation des soldes et du service : Introduction de contrats rémunérés (soldes) pour assurer la loyauté et standardiser les conditions de service[60].
- Formation de compagnies royales : Pour remplacer les levées féodales désorganisées par une armée royale structurée. L'ordonnance organisait les soldats en compagnies sous le commandement de capitaines désignés. Ces compagnies intégraient barons, vassaux et sous-vassaux, les plaçant sous l'autorité royale plutôt que sous celle des seigneurs féodaux. Les capitaines rendaient des comptes aux représentants du roi, comme le connétable et les maréchaux. Cette disposition réduisait l'autonomie des seigneurs féodaux, centralisant le commandement militaire sous la couronne. Elle posa les bases des compagnies d’ordonnance, une armée permanente formalisée sous Charles VII en 1445[61].
- Standardisation des unités : Organisation des troupes en unités plus petites (routes) dirigées par des capitaines désignés pour une meilleure coordination[62].
- Limitation de l'indépendance des nobles : Réduction de la capacité des nobles à agir indépendamment ou à abandonner les campagnes[63].
- Amélioration de la logistique : Renforcement de l'approvisionnement pour soutenir les campagnes[64].
- Discipline et responsabilité : Les capitaines étaient responsables de la conduite de leurs unités, sous la supervision stricte du connétable et des maréchaux. L'ordonnance visait à freiner l'anarchie des troupes, en particulier lorsqu'elles n'étaient pas engagées dans des campagnes actives, car les soldats démobilisés se tournaient souvent vers le banditisme[59].

Ces réformes visaient à contrer les armées anglaises cohérentes et professionnelles, qui s'appuyaient sur les archers à l'arc long et un commandement centralisé.

#### Échec de la mise en œuvre des ordonnances
La résistance de la noblesse française et les divisions internes entravèrent l'adoption des ordonnances. Les nobles, tels que Charles de Navarre, considéraient ces réformes comme une menace à leur autonomie féodale et à leurs droits traditionnels de commander des forces personnelles. Les rivalités entre factions nobiliaires, y compris celles de Charles de Navarre et du duc d'Orléans, provoquèrent une instabilité politique et affaiblirent l'autorité royale. Les nobles résistaient à la discipline et rechignaient à servir sous la surveillance royale ou aux côtés de soldats roturiers, ce qui heurtait leur statut privilégié. L'application inégale des ordonnances par la noblesse signifiait que certains capitaines adoptaient la structure, tandis que d'autres l'ignoraient. Les difficultés financières de la couronne, qui forçaient à dépendre des levées féodales, limitaient également les paiements réguliers aux soldats.

#### Impact sur la bataille de Poitiers
La bataille de Poitiers vit les Anglais, dirigés par Édouard, le Prince Noir, défaire une armée française plus nombreuse sous le commandement de Jean. L'échec de l'intégration des ordonnances contribua à la défaite française de plusieurs manières :
- Manque de commandement unifié : L'armée française (12 000 à 15 000 hommes) souffrait de divisions entre les commandants, y compris Jean, le dauphin Charles et le duc d'Orléans, empêchant une coordination efficace. Certains contingents, comme celui d'Orléans, s'enfuirent ou ne s'engagèrent pas[67].
- Faible discipline tactique : Les chevaliers français retombèrent dans des charges impétueuses, ignorant l'accent mis par les ordonnances sur des tactiques disciplinées. Les assauts désorganisés échouèrent face aux positions défensives anglaises avec leurs archers à l'arc long[67].
- Structure d'armée fragmentée : L'armée française, mélange de levées féodales et d'unités semi-professionnelles, manquait de cohésion. L'attaque impulsive de l'avant-garde sous les maréchaux de Clermont et d'Audrehem perturba la stratégie[67].
- Problèmes logistiques et de moral : Les problèmes d'approvisionnement, non résolus en raison de réformes logistiques incomplètes, affaiblirent le moral. Les Anglais, mieux approvisionnés, maintinrent leur position défensive[68].
- Contraste avec l'efficacité anglaise : La cohésion de l'armée anglaise, ses soldats professionnels et son commandement unifié exploitèrent le désarroi français, utilisant efficacement les archers à l'arc long et le terrain[69].

La défaite française à Poitiers eut des répercussions graves. La capture du roi conduisit au traité de Brétigny (1360), qui céda des territoires à l'Angleterre (dont la plupart furent ensuite récupérés par Charles V), et des milliers de pertes françaises, y compris des nobles, affaiblirent davantage la structure féodale. La bataille mit en évidence les faiblesses militaires et souligna l'échec à surmonter la résistance des nobles, retardant la reprise militaire jusqu'à ce que des réformes supplémentaires soient mises en œuvre sous Charles V.

#### Héritage
Bien que les ordonnances militaires de Jean fussent ambitieuses, leur efficacité fut limitée par les contraintes structurelles et économiques de l'époque. Bien qu'elles n'aient pas été entièrement couronnées de succès en raison des défis d'application et des pressions continues de la guerre, elles représentaient une étape fondamentale vers la modernisation de l'armée française, établissant un précédent historique pour les développements militaires ultérieurs. Leur accent sur le contrôle centralisé et la discipline influença les réformes ultérieures, notamment les réformes tactiques et administratives de Charles V, et la création par Charles VII d'une armée permanente et d'une fiscalité permanente qui consolidèrent le contrôle royal. En conséquence, le système féodal évolua d'une structure militaire décentralisée vers un cadre où les nobles étaient intégrés dans un système royal, la couronne gagnant un pouvoir significatif sur la noblesse fragmentée. Ces changements permirent à la France de se remettre de défaites comme Poitiers et de remporter finalement la guerre de Cent Ans en 1453.

### Suspension de la dette du roi (septembre 1351)
Au prétexte de constituer un trésor de guerre en cas de reprise des hostilités, Jean le Bon suspend la dette durant la trêve (du 11 septembre 1351 au 12 septembre 1352). Il est habituel à cette époque d’emprunter à de riches créanciers qui se remboursent en prélevant des taxes au nom du roi, ce qui allège d’autant le nombre de fonctionnaires nécessaires pour la marche de l’État. Ces créanciers étant ainsi fort impopulaires, la mesure est très bien accueillie. En revanche, elle met en lumière le besoin de réformer l’impôt, et on ressort du trésor des chartes la Grande ordonnance de réforme de 1303.[pas clair]

### Création de l’ordre de l’Étoile (novembre 1351)

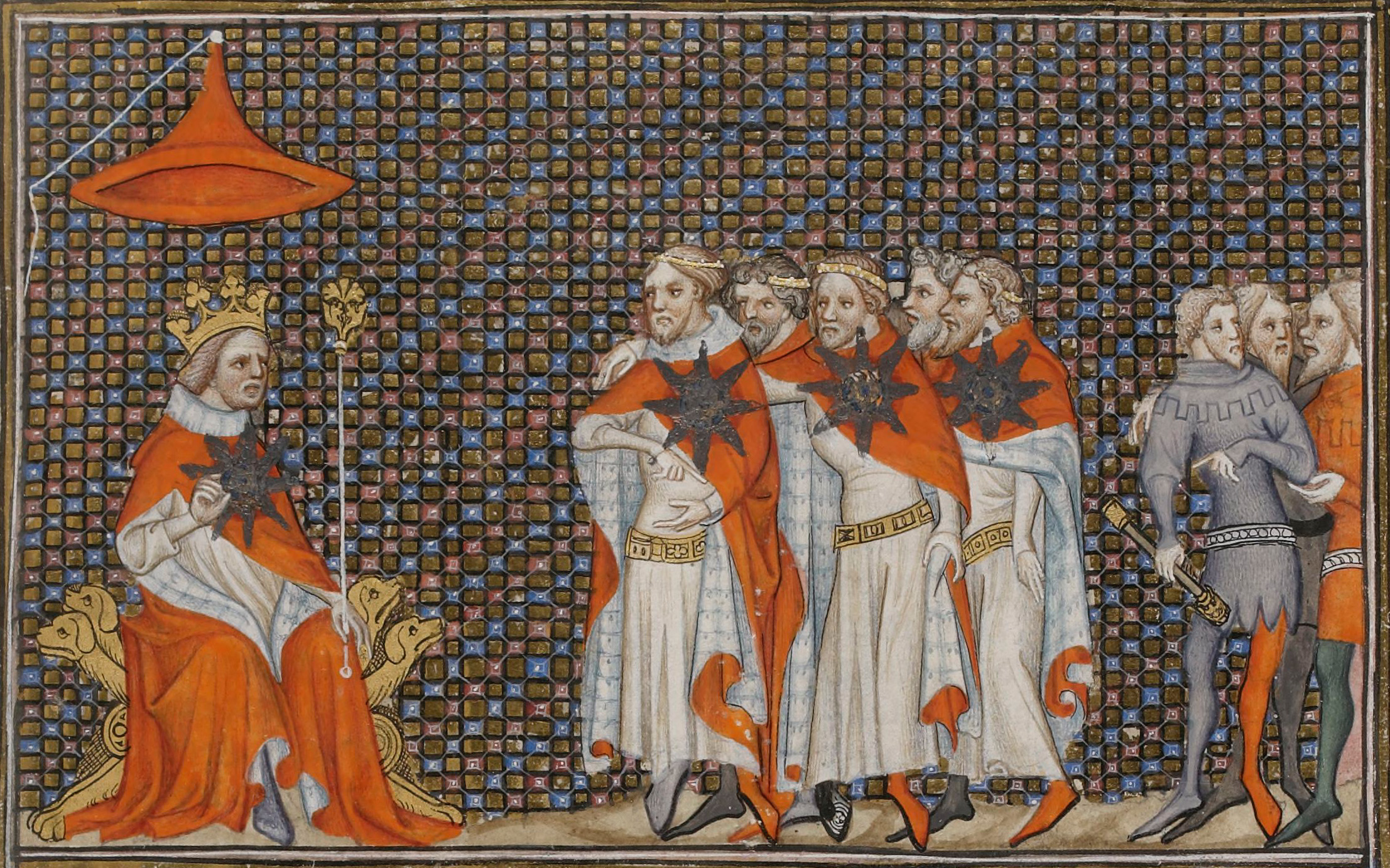
Chapitre inaugural de l'ordre de l'Étoile présidé par, entouré des chevaliers (enluminure d'un manuscrit du XIVe siècle des Grandes Chroniques de France, BnF, ms. français 2 813, fol. 394).

Le 16 novembre 1351, trois mois après la création des ordonnances de réforme militaire de 1351, Jean établit l'Ordre de l'Étoile, un ordre de chevalerie, pour unifier la noblesse française sous la direction royale et contrer l'ordre de la Jarretière d'Édouard III. Contrairement aux ordres militaires religieux antérieurs (comme les Templiers et les Hospitaliers), l'Ordre de l'Étoile était une initiative royale distinctement française. Il s'agissait du premier groupe de chevaliers organisé et soutenu par l'État en France avec un objectif militaire clair lié à la défense nationale, le distinguant des levées féodales ou des groupes de chevaliers informels. L'ordre visait à favoriser la loyauté parmi les chevaliers et à prévenir les défections vers des puissances étrangères, car de nombreux nobles possédaient des terres dans plusieurs royaumes en raison d'alliances matrimoniales. En liant la noblesse à la couronne par des idéaux chevaleresques, Jean cherchait à renforcer la loyauté et la cohésion de son élite militaire, complétant les réformes structurelles des ordonnances militaires d'avril.
Le siège de l'Ordre est placé à Saint-Ouen près de l’abbaye Saint-Denis, lieu d'inhumation des rois de France, où sont aussi conservés les insignes de la royauté.
Les membres se reconnaissent à un collier et une étoile blanche sur émail rouge avec cette devise : Monstrant regibus astra viam.
Le mérite personnel y est la première condition pour être admis, avant la naissance et la fortune. Les succès dans les tournois ne comptent pas, mais la valeur et la fidélité sur le champ de bataille.
C'est une chevalerie d'État[pas clair], où le chevalier promet « loyal conseil au prince soit d'armes, soit d'autre chose ».
Une solde est versée aux chevaliers membres de l'Ordre. En effet, la féodalité est en crise au XIVe siècle et la noblesse est confrontée à une importante baisse de ses revenus fonciers à la suite des nombreuses dévaluations alors que le cens est à montant fixe. Or, l'appartenance même à la noblesse se définit par une conduite honorable et dispendieuse. Vivant du labeur paysan, le maître se doit de manifester sa largesse en entretenant la masse de ses dépendants. Des membres désargentés de la noblesse pourraient donc changer de camp si Édouard III leur proposait une rente.[pas clair]
Les règles de l'Ordre flattent l’idéal chevaleresque.[réf. nécessaire] Mais il s'agit également de substituer des valeurs de discipline militaire à l’esprit de prouesse, qui est dans une large mesure à l’origine du désastre de Crécy. On substitue au simple orgueil, même valeureux, le sentiment de l'honneur. Les statuts stipulent que ses membres ne doivent jamais tourner le dos à l'ennemi et, à la première réunion de l'ordre, ils jurent de ne pas reculer plus de quatre pas. D'un point de vue tactique, ces mesures sont censées donner plus de cohésion à un ost qui s'est débandé à Crécy, mais dans les faits une unité qui ne recule pas, quand elle est mise en difficulté, se retrouve encerclée, et risque d'être perdue. C'est ainsi que lors de la bataille de Poitiers, ces dispositions provoquent la mort ou la capture de plusieurs membres, dont le grand-maître, le roi en personne. L'ordre tombe ainsi rapidement en désuétude.

## Conflit avecCharlesIIde Navarre

### Griefs et projets du nouveau roi de Navarre
Charles le Mauvais (1332-1387) devient le roi de Navarre Charles II à la mort (1349) de sa mère Jeanne, fille du roi capétien Louis X le Hutin, fils de Philippe le Bel. Il détient aussi des fiefs en France, notamment le comté d'Évreux, ce qui fait de lui un des principaux nobles normands. À ce titre, il bénéficie du soutien des nobles normands hostiles au roi, notamment la famille d'Harcourt.
Charles émet très vite des prétentions au trône de France en tant que petit-fils de Louis X. Il s'estime lésé par le choix fait en 1328 de priver les princesses royales capétiennes (comme sa mère, ou la mère du roi d'Angleterre) de la succession au trône de France.
Il émet aussi des prétentions sur le comté de Champagne et sur le comté d'Angoulême, fief en litige depuis plusieurs années entre les deux maisons : par un accord[Quand ?] entre le roi de France et Jeanne de Navarre, cette dernière a cédé ce comté contre les châtellenies de Beaumont, Asnières-sur-Oise et Pontoise. Ces châtellenies n'ayant jamais été remises, Charles de Navarre estime que le comté d'Angoulême devrait lui revenir.
Charles de Navarre voudrait enfin participer au conseil du roi, mais celui-ci est formé de fidèles de Jean le Bon.

### Les soutiens du roi de France: familles de Melun, Tancarville, Artois, Bourbon
Les partisans de Jean le Bon sont d'abord deux familles alliées : la famille de Melun et la famille normande de Tancarville, traditionnellement favorable à la royauté contrairement à celle des Harcourt : Jean II, vicomte de Melun, époux de Jeanne de Tancarville, héritière du comté de Tancarville, et ses frères Guillaume, archevêque de Sens, et Adam, chambellan de Normandie (charge généralement détenue par les Tancarville).
Jean le Bon amène à ce parti les fils de Robert III d'Artois en attribuant à Jean d'Artois le comté d'Eu (1350), confisqué à la suite de l'exécution de Raoul II de Brienne. Jean d'Artois épouse Isabelle, fille de Jean II de Melun.
Le roi est aussi soutenu par ses cousins (éloignés) de la maison de Bourbon, issue d'un fils de Louis IX.

### Charles de la Cerda, favori de Jean le Bon
Un autre soutien vient de la maison de la Cerda, famille castillane d'extraction royale (castillane et française). Après Louis de la Cerda au service de Philippe VI, Jean le Bon est servi par Charles de la Cerda, avec qui il a été éduqué et qui est devenu son favori. Dès le début du règne, Charles de La Cerda accumule les honneurs. Jean le Bon lui confie missions diplomatiques et commandements militaires ou maritimes.
Charles a un lien avec la famille de Melun, puisque sa mère, Isabelle d'Antoing, devenue veuve d'Alphonse II de la Cerda (1289-1327), s'est remariée avec le Jean de Melun (?-1350), père de Jean II.
En 1352, il épouse Marguerite, fille de Charles de Blois, prétendant soutenu par les Valois au trône ducal de Bretagne. Ce mariage lui vaut le soutien de certains nobles bretons, comme Bertrand du Guesclin. Il a aussi des fidèles dans l'armée royale, comme le maréchal de France Arnoul d'Audrehem. Il s'efforce aussi d'attirer à lui des membres de familles liées au roi de Navarre.
La famille de la Cerda est aussi représentée par la cousine de Charles, Marie de la Cerda, comtesse d'Alençon, veuve de Charles d'Étampes (1306-1336), puis de Charles II d'Alençon (1297-1346).

### L'affaire du comté d'Angoulême (décembre 1350) et la guerre en Saintonge (1351)
Charles de la Cerda reçoit le comté d'Angoulême en décembre 1350, ce qui le met en conflit avec Charles de Navarre.

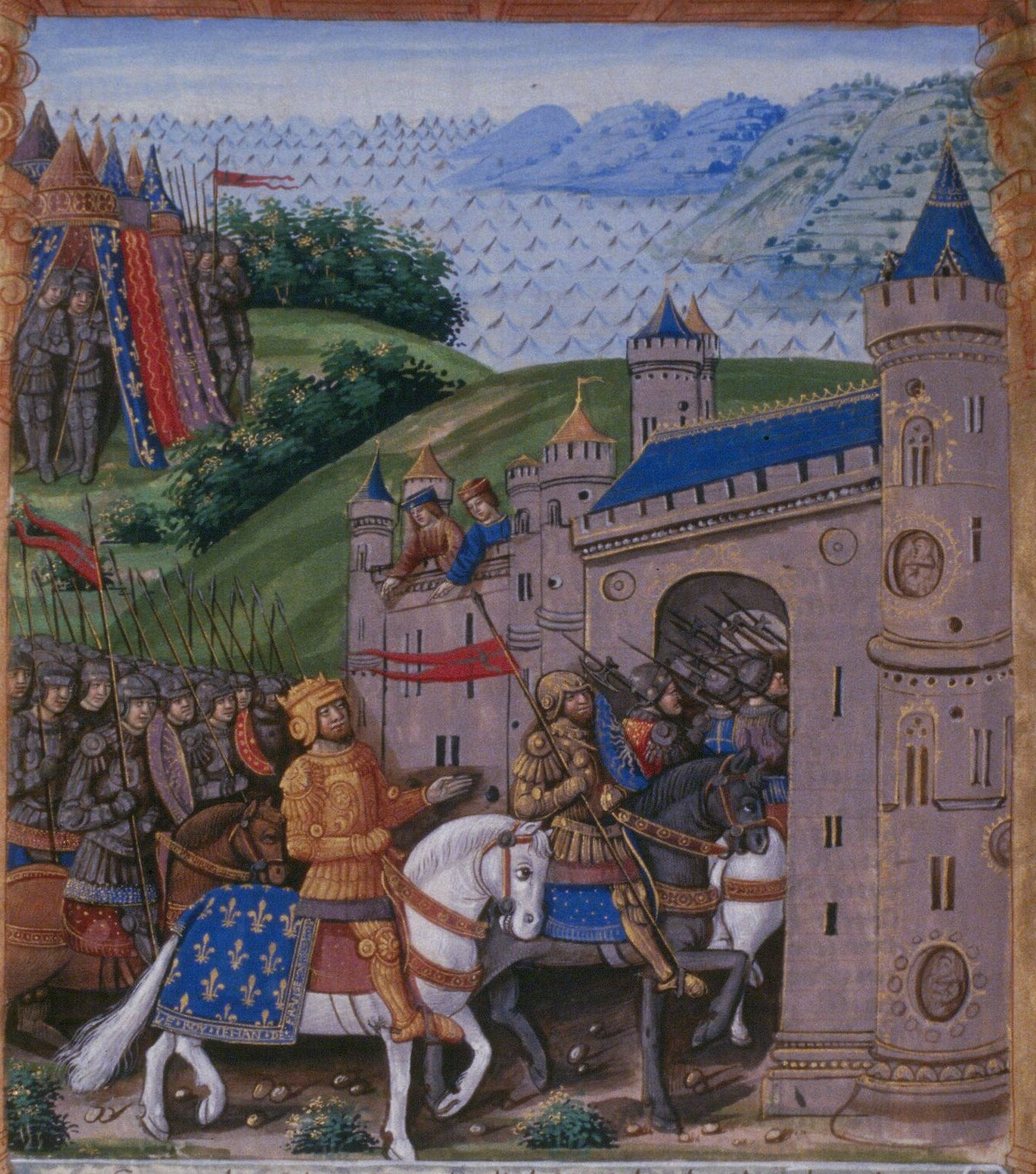
Prise de Saint-Jean-d'Angély, enluminure de lHistoire de la Toison d'or de Guillaume Fillastre, XVe siècle (BNF).

Du fait de la mort de Philippe VI, la trêve signée en 1347 n’est plus valable. La guerre reprend entre les rois de France et de Navarre. Charles de La Cerda, nommé connétable de France en janvier 1351, s'illustre par une brillante campagne en Poitou et Saintonge. Il prend Saint-Jean-d'Angély le 11 août 1351.

### Rapprochement entre Jean le Bon et le roi de Navarre (1352-1353)
Jean le Bon, essayant de se concilier les bonnes grâces de Charles de Navarre, le nomme lieutenant du Languedoc. Le Navarrais s'acquitte bien de ses fonctions civiles, mais il échoue à reprendre la place de Montréal près d'Agen[pas clair].
En 1352, le roi lui donne sa fille Jeanne en mariage avec une dot de 100 000 écus. Il recourt à une mutation monétaire pour la réunir, mais Charles ne sera pas payé avant plusieurs années[pas clair].
Bien que gendre du roi, Charles de Navarre et ses partisans restent à l'écart du conseil du roi, alors que Charles de La Cerda s'active à détricoter son réseau de fidèles[réf. nécessaire]. Il devient l'ennemi principal du parti navarrais, qui répand des rumeurs d'homosexualité, pour expliquer ses liens avec Jean le Bon.
La tension monte et fin 1353, une empoignade oppose Philippe de Navarre, frère de Charles II, et le connétable dans les appartements du roi. Ce dernier ramène à la raison Philippe de Navarre, qui a dégainé sa dague, mais Charles de La Cerda quitte les lieux sous les insultes du Navarrais.

### Négociations de paix en Bretagne: le traité de Westminster (1353)
Sous la pression du pape Innocent VI, Anglais, Français et Bretons mènent des négociations de paix.
Le conflit breton est en effet dans une phase d'attente : Jean de Montfort est mort en 1345, laissant un fils de 4 ans sous la tutelle de son épouse Jeanne de Flandre. L'autre prétendant, Charles de Blois, est prisonnier à Londres et négocie sa rançon. Édouard III obtient, par le traité de Westminster du 1er mars 1353, qu'en contrepartie de la reconnaissance de Charles de Blois comme duc de Bretagne, ce dernier s'engage à verser une rançon de 300 000 écus et à ce que la Bretagne signe un traité d'alliance perpétuelle avec l'Angleterre. Cette alliance doit être scellée par le mariage de Jean de Montfort (fils) avec la fille d'Édouard III, Marie. Les époux étant cousins, le mariage nécessite des lettres de dispense canonique que le pape n'accorderait qu'avec l'approbation du roi de France.
Charles de La Cerda, époux de Marguerite de Blois et très proche du roi de France, fait partie des plénipotentiaires. En revanche, Charles le Mauvais est tenu à l'écart des négociations. Cette paix franco-anglaise nuirait à ses intérêts car, sans la menace d'une alliance anglo-navarraise, il n'a aucune chance de faire valoir ses prétentions sur le comté de Champagne et encore moins sur la couronne de France. Or, en janvier 1354, au moment où Charles de La Cerda part pour la Normandie, le roi donne son accord au mariage anglo-breton.

### L'assassinat de Charles de la Cerda (janvier 1354)
Charles le Mauvais décide de faire échouer le processus en cours et pour cela de capturer Charles de la Cerda. Mais, le 8 janvier 1354, Charles de la Cerda est assassiné à L'Aigle par des hommes du roi de Navarre, qui n'est pas présent personnellement sur les lieux du crime, contrairement à son frère Philippe.

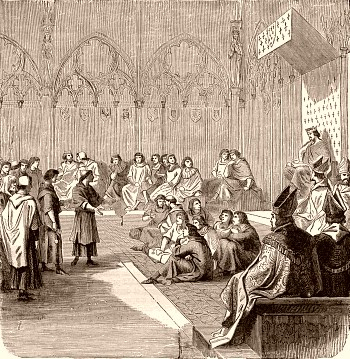
Charles le Mauvais au lit de justice de Jean le Bon. Gravure de 1879 issue de Paris à travers les siècles de H. Gourdon de Genouillac.

Charles de Navarre endosse la responsabilité de la mort de la Cerda, pour couvrir son frère Philippe de Navarre. Il se pose en chef d'État[pas clair] et revendique pleinement le meurtre, qu'il justifie comme une question d'honneur.
Jean le Bon, informé de la mort de son favori, reste prostré quatre jours, montrant qu'il ne peut maîtriser son émotion[réf. nécessaire].

### Les traité de Mantes et de Valognes avec Charles de Navarre
Charles de Navarre est fortement soutenu, et les seigneurs normands se rangent derrière lui.[pas clair] Les châteaux normands sont réarmés.
Il envoie Jean de Fricamp emprunter de l'argent à Bruges pour lever une armée.
Dès le 10 janvier 1354, la chancellerie navarraise envoie des courriers demandant une aide militaire à Édouard III, au Prince Noir, à la reine Philippa de Hainaut et à Jean de Gand, duc de Lancastre.
Le 22 février 1354, Jean le Bon est contraint de signer le traité de Mantes pour éviter une reprise de la guerre avec les Anglais. Charles le Mauvais renonce à réclamer les châtellenies d'Asnières-sur-Oise, Pontoise et Beaumont, mais reçoit le comté de Beaumont-le-Roger, les châteaux de Breteuil, Conches et de Pont-Audemer, le clos du Cotentin avec la ville de Cherbourg, les vicomtés de Carentan, de Coutances et de Valognes. Il peut recevoir l'hommage des seigneurs normands qui le soutiennent. Ce traité l'autorise à tenir chaque année un échiquier pour y rendre justice, sans possibilité d'appel au parlement de Paris. Au total, il reçoit les prérogatives du duc de Normandie, sans en avoir le titre.
Pour la forme, il doit demander pardon au roi devant un lit de justice tenu le 4 mars, mais c'est son seul châtiment.
Les partisans de Charles reviennent en force[réf. nécessaire] dans le conseil du roi.
Jean le Bon tente de faire assassiner Charles II de Navarre et ses frères Philippe et Louis à l'occasion d'un dîner en août 1354. Charles II quitte alors Paris pour Avignon, puis rentrera en Navarre. Jean II parviendra ensuite à faire prisonnier Philippe de Navarre, en avril 1355, afin d'affaiblir Charles II. Il faudra que le roi de Navarre revienne en Normandie avec une forte troupe armée, en août 1355, pour que Jean II cède et signe le traité de Valognes du 10 septembre 1355, qui consacre l'application du traité de Mantes.

### Le traité (provisoire) de Guines avec les Anglais (avril 1354)
Les négociations franco-anglaises de Guînes évoluent très favorablement pour les Anglais. Cet accord qui préfigure le traité de Brétigny est signé le 6 avril 1354. Il est envisagé que le roi d'Angleterre reçoive toute l'Aquitaine des Plantagenêts (le tiers du royaume de France) et garde Calais, en échange du renoncement à la couronne de France.
Le traité de Guînes doit être confirmé à Avignon à l'automne. Une trêve valable jusqu'au 1er avril 1355 est conclue.

### Les négociations d'Avignon (novembre 1354) et les intrigues du roi de Navarre
En novembre 1354, pendant les négociations de paix franco-anglaises, Charles le Mauvais se rend à Avignon. Pour lui un traité de paix franco-anglais serait une catastrophe, surtout si Édouard III acceptait de renoncer à la couronne.
Par un subterfuge, il reste quinze jours dans la ville en faisant croire qu'il est reparti en Navarre, et influe sur le cours des négociations.
Il conclut avec le duc de Lancastre un pacte qui prévoit le démembrement de la France. Édouard recevrait la couronne de France, mais laisserait à Charles de Navarre la Normandie, la Champagne, la Brie, le Languedoc et quelques autres fiefs. Un débarquement anglais est prévu pour la fin de la trêve, qui expire le 24 juin 1355.

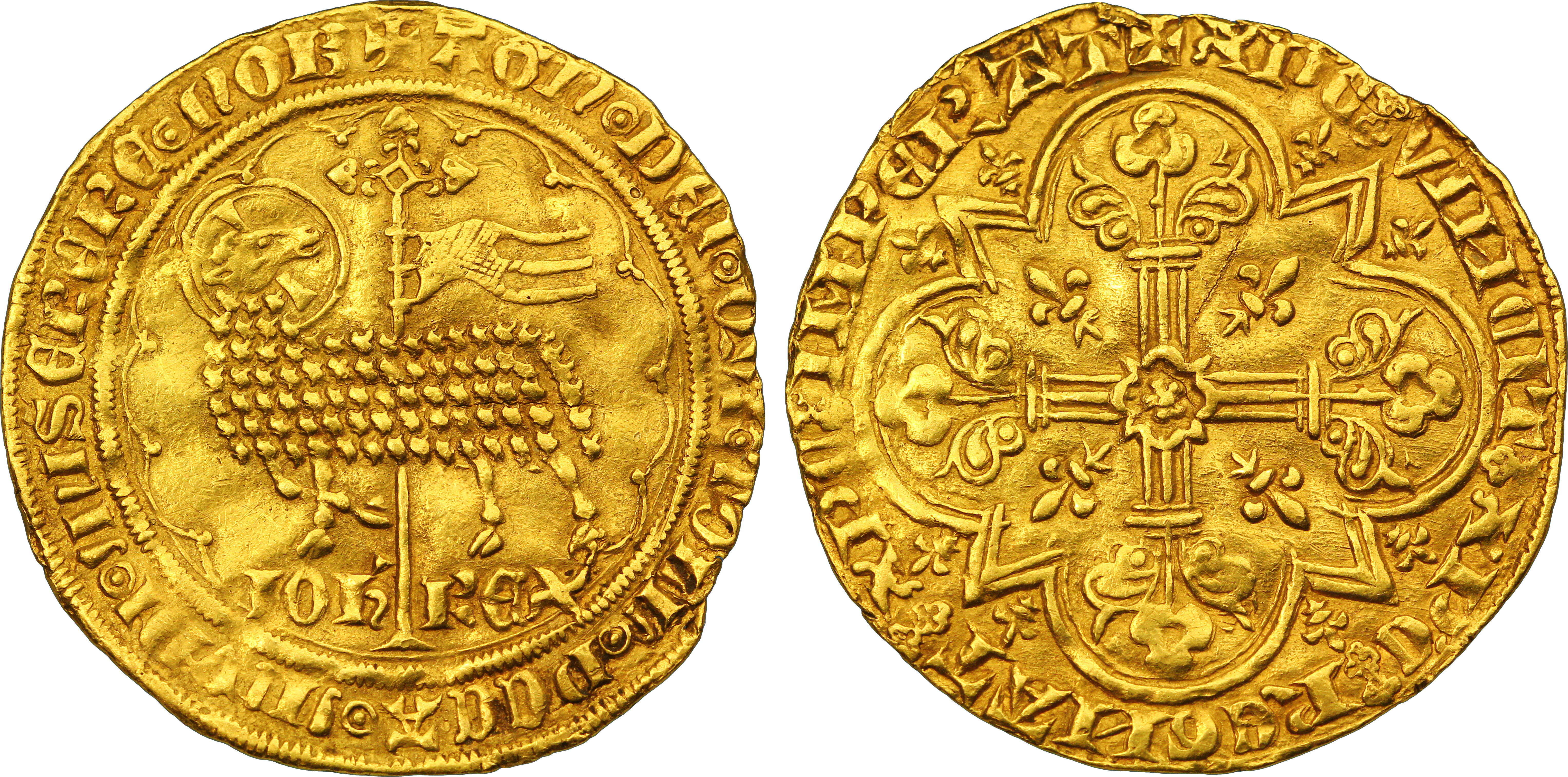
Mouton d'or sous le Bon.

### Les États généraux de 1355 et 1356 face à la reprise des «chevauchées» anglaises
La création d'une armée soldée est coûteuse et les ressources usuelles ne suffisent pas. Le roi a recours aux états généraux qu'il convoque le 8 mai 1355, peu avant l'expiration de la trêve avec les Anglais. On[Qui ?] tente de simplifier le calcul de l'impôt pour le rendre plus efficace.
Mais les impôts ne rentrent pas. Le roi rappelle Jean Poilevillain et Nicolas Braque, anciens manipulateurs de la monnaie[pas clair] jetés en prison par Philippe VI, qu'il nomme respectivement aux Comptes et aux Monnaies. La monnaie est une nouvelle fois dévaluée. La valeur réelle des rentes foncières et des loyers à montant fixé (tant de deniers) diminue, au grand dam de ceux qui en bénéficient, principalement dans la noblesse et dans l'Église, mais aussi dans la bourgeoisie. La colère monte[réf. nécessaire].

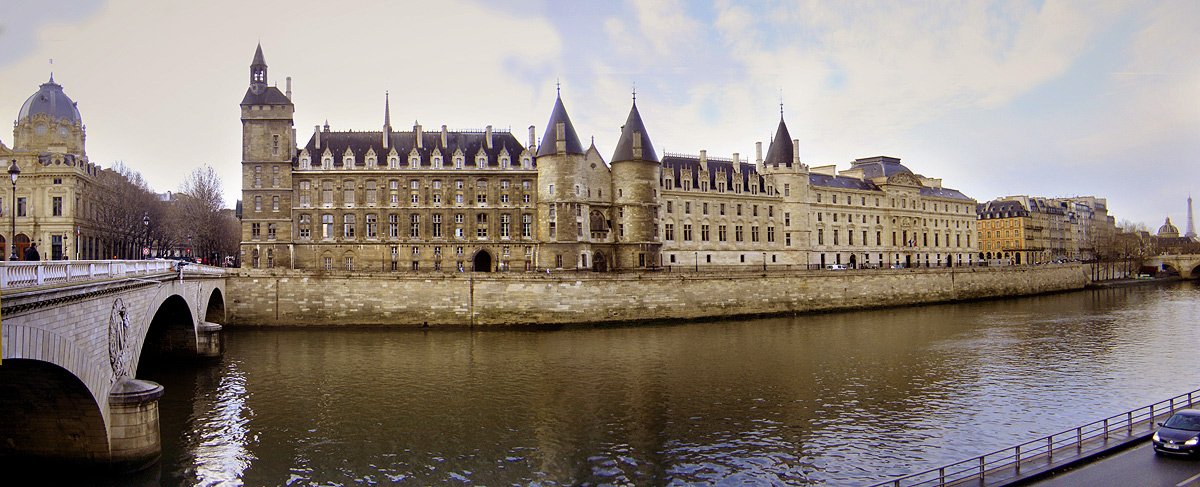
Le palais de la Cité.

Après avoir maté d'une main de fer une rébellion dans son comté de Chester en Angleterre, le fils aîné du roi d'Angleterre, Édouard de Woodstock (le « Prince Noir »), se voit confier le poste de « lieutenant de Gascogne » (c'est-à-dire qu'il exerce tous les pouvoirs détenus par Édouard III en Gascogne). Après l'échec des négociations d'Avignon, la trêve prend fin (août 1355), le Prince Noir, parti de Bordeaux, pille les campagnes dans les comtés de Juillac, d'Armagnac et d'Astarac. Ses troupes commettent de nombreuses atrocités[réf. nécessaire] dans la région de Carcassonne. C'est la première chevauchée du Prince Noir.
Confronté à cette menace, Jean le Bon convoque les états généraux de langue d'oïl à Paris (dans la grande salle du palais de la Cité) le 2 décembre 1355, dans le but de lever une armée de 30 000 hommes. Étienne Marcel et ses alliés (son cousin Imbert de Lyon, son associé Jean de Saint-Benoît, son prédécesseur à la prévôté des marchands de Paris, Jean de Pacy, ainsi que ses échevins Pierre Bourdon, Bernard Cocatrix, Charles Toussac et Jean Belot) y sont les principaux représentants des villes.
Les états sont extrêmement méfiants en ce qui concerne les finances publiques, redoutant les dévaluations entraînées par les mutations monétaires qui ont fait perdre à la monnaie royale 82% de sa valeur en un an). La noblesse, dont les dévaluations diminuent les revenus (les redevances monétaires sont de montant nominal fixe), a besoin d'une monnaie stable, de même que les commerçants.
Après les chevauchées du Prince Noir en Languedoc et du duc de Lancastre en Artois[réf. nécessaire], les députés sont conscients de la nécessité de lever une armée, et plus encore de financer des garnisons pour défendre les villes. Ils acceptent donc la levée d’une taxe sur les transactions commerciales de huit deniers par livre (1 livre = 20 sous = 240 deniers), à la condition de pouvoir en contrôler la mise en œuvre, l’utilisation, et que soit émise une monnaie forte. Un collège de neuf officiers (trois par ordre) chargés de prélever la taxe doit être désigné par les états généraux.

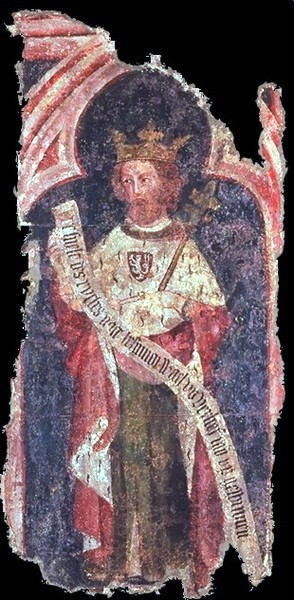
L'empereur Charles IV (empereur du Saint-Empire), fragment d'une fresque de 1360–70, musée Wallraf-Richartz, Cologne.

Les impôts rentrant mal et la nouvelle monnaie se dévaluant rapidement[réf. nécessaire], les états, de nouveau réunis en mars 1356, décident d'élargir l'assiette de l'impôt en taxant aussi les revenus fonciers. Mais pour cela, il faudrait une administration capable de quantifier ces revenus.

### Tensions entre le dauphin Charles et son père
Depuis 1347, l'empereur est Charles de Luxembourg, frère de Bonne de Luxembourg, l'épouse de Jean le Bon décédée en 1349, mère du dauphin Charles. Subissant une offensive diplomatique anglaise[réf. nécessaire] et inquiet devant l'accroissement de l'influence française dans l'empire (le comté de Bourgogne[réf. nécessaire] et de nombreuses places fortes[réf. nécessaire] sont contrôlés par les Français ; le Dauphiné de Viennois a été acheté en 1349), menace[réf. nécessaire] de renégocier son alliance avec Jean le Bon.
L'empereur émancipe[Quand ?] Philippe de Rouvre (1346-1361), duc de Bourgogne dès 1346, dont la tutelle, donnée en 1349 à sa mère Jeanne d'Auvergne, a été prise en 1353 par Jean le Bon, ce qui lui permet d'agir comme régent du duché de Bourgogne. Cette émancipation impériale, valable dans le Saint-Empire, ne l'est pas dans le duché de Bourgogne, qui fait partie du royaume de France. Elle permet cependant de marier Philippe de Rouvres dès 1357. Le roi fait montre d'intransigeance et la tension monte.[pas clair]
Le dauphin Charles, proche de son oncle, craint de perdre le Dauphiné et s'oppose à la façon de procéder de son père. Un agent du roi de Navarre, Robert Le Coq, le monte contre le roi en lui disant que son père cherche à l'évincer du pouvoir[pas clair]. Charles organise, en liaison avec le clan des Navarrais, un projet de rencontre avec l'empereur, afin de lui prêter hommage[pas clair] et d'apaiser les tensions. Cette rencontre est prévue en décembre 1355.
Le roi, mis au courant de l'affaire par Robert de Lorris, convoque son fils et lui cède en apanage le duché de Normandie, afin de le rassurer sur ses sentiments.

### Arrestation à Rouen de Charles de Navarre et exécution deJeanVd'Harcourt(5 avril 1356)

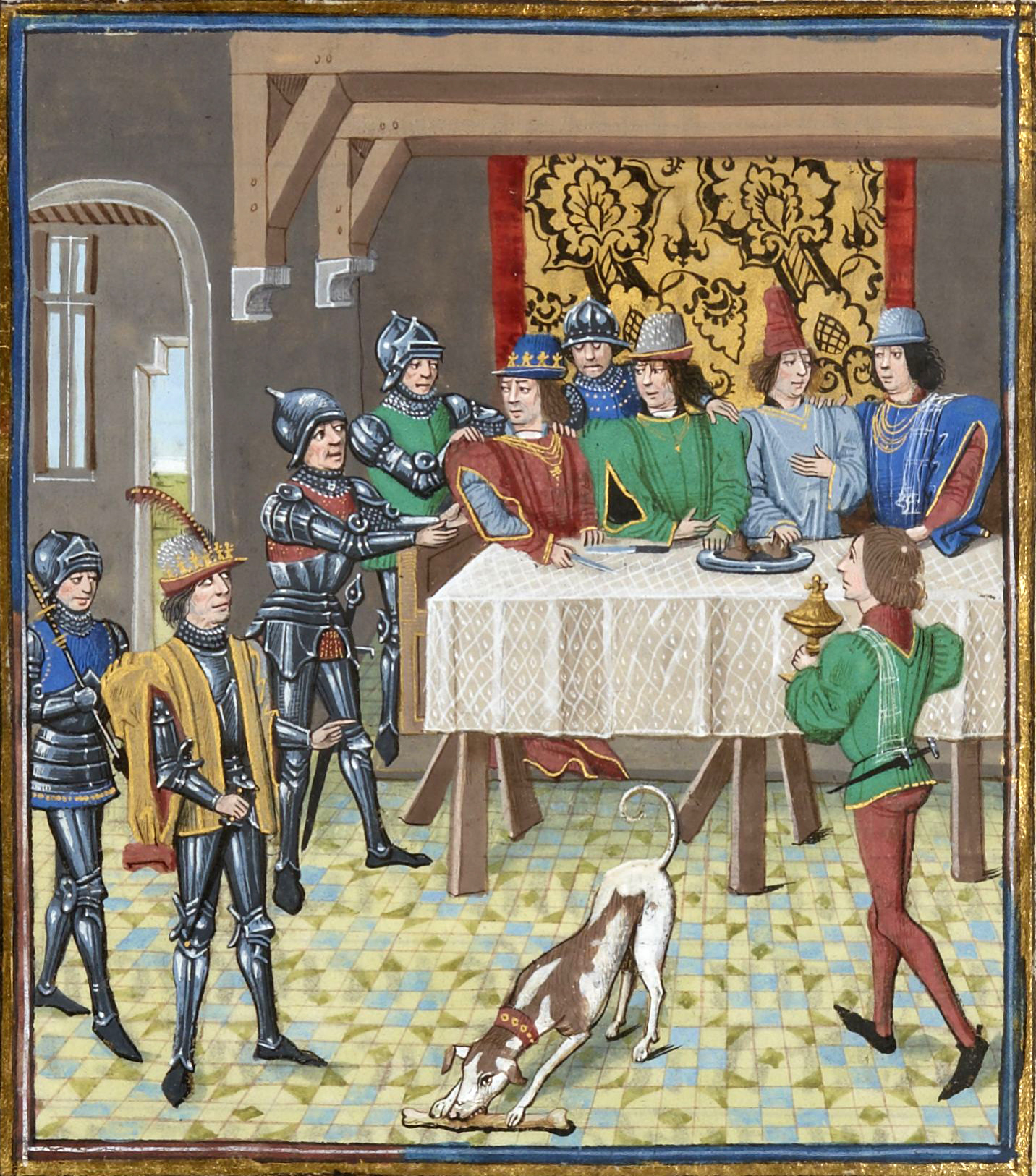
Arrestation de Charles de Navarre à Rouen en 1356 (Chroniques de Froissart, Loyset Liedet, BnF, ms. français 2 643 fº 197v, XVe siècle).

Averti du complot ourdi par le roi de Navarre et les Anglais à Avignon, ainsi que d'un projet d'assassinat le concernant (mais ce projet est avoué par des proches de Charles de Navarre soumis à la question, ce qui rend leurs aveux peu fiables), Jean le Bon veut aussi tirer vengeance de l'assassinat de Charles de la Cerda (janvier 1354). Au début de 1356, il se décide à le mettre hors d'état de nuire.
Le 5 avril 1356, alors que le dauphin et duc de Normandie a invité la noblesse de la province en son château de Rouen, notamment le comte d'Évreux, Charles le Mauvais. La fête bat son plein, lorsque Jean le Bon surgit dans la salle, casqué et l'épée à la main, en criant : « Que nul ne bouge s'il ne veut être mort de cette épée ! ». Il est escorté par son frère Philippe d'Orléans, son fils Louis d'Anjou et ses cousins d'Artois, tandis qu'à l'extérieur, une centaine de cavaliers en armes contrôlent les abords du château. Jean le Bon se dirige vers la table d'honneur, saisit le roi de Navarre par le cou et l'arrache de son siège en disant : « Traître, tu n'es pas digne de t'asseoir à la table de mon fils ! ». Colin Doublet, écuyer de Charles le Mauvais, tire son coutelas afin de protéger son maître et menace le souverain. Il est appréhendé par l'escorte royale, ainsi que le roi de Navarre.
Malgré les supplications de son fils qui l'implore à genoux de ne pas le déshonorer, le roi se tourne vers Jean V d'Harcourt, défenseur des libertés normandes qui a été mêlé à l'assassinat de Charles de la Cerda[réf. nécessaire]. Il le frappe violemment à l'épaule et ordonne son arrestation. Le soir même, le comte d'Harcourt, ainsi que Jean Malet, seigneur de Graville, l'écuyer Doublet et un autre compagnon, sont conduits au lieu-dit du Champ du Pardon, où ils sont décapités en présence du roi.

Batailles et chevauchées sous Jean le Bon
Principales batailles de la 1re phase de la guerre.
Possessions de Charles de Navarre.
- Chevauchée du Prince Noir en Languedoc en 1355.
- Chevauchée de Lancastre en 1356.
- Itinéraire du Prince Noir en 1356.
- Chevauchée d'Édouard III en 1359-60.

Deux jours plus tard, le roi et sa suite regagnent Paris pour célébrer Pâques. Charles le Mauvais est emprisonné au Louvre, puis au Châtelet. Mais la capitale n'étant pas sûre, il est transféré à la forteresse d'Arleux près de Douai (Arleux est dans le comté de Flandre (fief français) un fief enclavé appartenant à l'évêque-comte de Cambrai, vassal de l'empereur).

### Conséquences de l'affaire de Rouen
Cette action forte de Jean le Bon est lourde de conséquences.
La noblesse normande du clan des Harcourt est scandalisée par la mort de Jean V et nombreux sont les barons[réf. nécessaire] qui se tournent vers Édouard III d'Angleterre.
L'emprisonnement accroît la popularité du roi de Navarre. Selon beaucoup de nobles, Jean le Bon a outrepassé ses droits en arrêtant un prince avec qui il avait signé la paix. Pire encore, ce geste est perçu par les Navarrais comme le fait d'un roi qui se sait illégitime et espère éliminer un adversaire dont le seul tort est de défendre ses droits à la couronne de France.[réf. nécessaire]
Le 17 avril 1356, le frère de Charles de Navarre, Philippe, adresse une déclaration de guerre (« défi ») au roi de France. En juin 1356, il lance une chevauchée en Normandie, puis[pas clair] fait hommage à Édouard III. En juillet, le prince de Galles Édouard de Woodstock (le « Prince Noir »), fils aîné d'Édouard III, lance à partir de la Guyenne une chevauchée qui va aboutir à la défaite de Jean le Bon à Poitiers.

## De la défaite de Poitiers au traité de Brétigny (1356-1360)

### La bataille de Poitiers

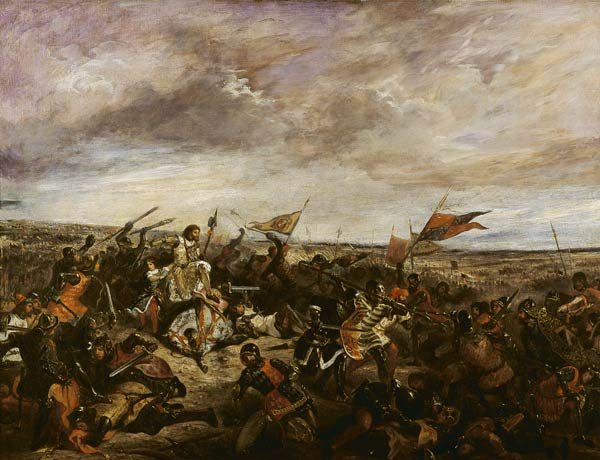
Le Roi Jean à la bataille de Poitiers
Eugène Delacroix, 1830
Musée du Louvre.

Durant l'été 1356, le Prince Noir revient en Guyenne pour une nouvelle campagne de pillages. Il échoue devant Bourges, mais prend Vierzon, dont la garnison est massacrée.
Gênée par le poids du butin, ses troupes repartent vers l'ouest en vue de regagner Bordeaux. Jean le Bon les poursuit avec une armée deux fois plus nombreuse, composée de chevaliers lourdement armés, et les rattrape aux environs de Poitiers, à Nouaillé-Maupertuis. La bataille a lieu le 19 septembre 1356.
L'enjeu est plus que militaire. Il faut redorer le blason de la noblesse, largement terni depuis le désastre de Crécy et qui, de plus, est incapable de protéger le peuple des pillages anglais, ce qui est pourtant son rôle dans la société féodale. C'est dans cet esprit qu'il renvoie les troupes envoyées par les villes pour le soutenir. C'est au roi et à la noblesse de vaincre pour prouver leur légitimité.[pas clair]
Avant que la bataille ne se déclenche, le cardinal Hélie de Talleyrand-Périgord, légat du pape Innocent VI, tente une médiation et obtient une trêve de 24 heures. Ce délai est mis à profit par les Anglais qui peuvent se retrancher, leur stratégie habituelle étant d'obliger l'adversaire à attaquer et de répliquer en faisant usage de l'arc long, dont la cadence de tir est supérieure à celle des arbalètes.

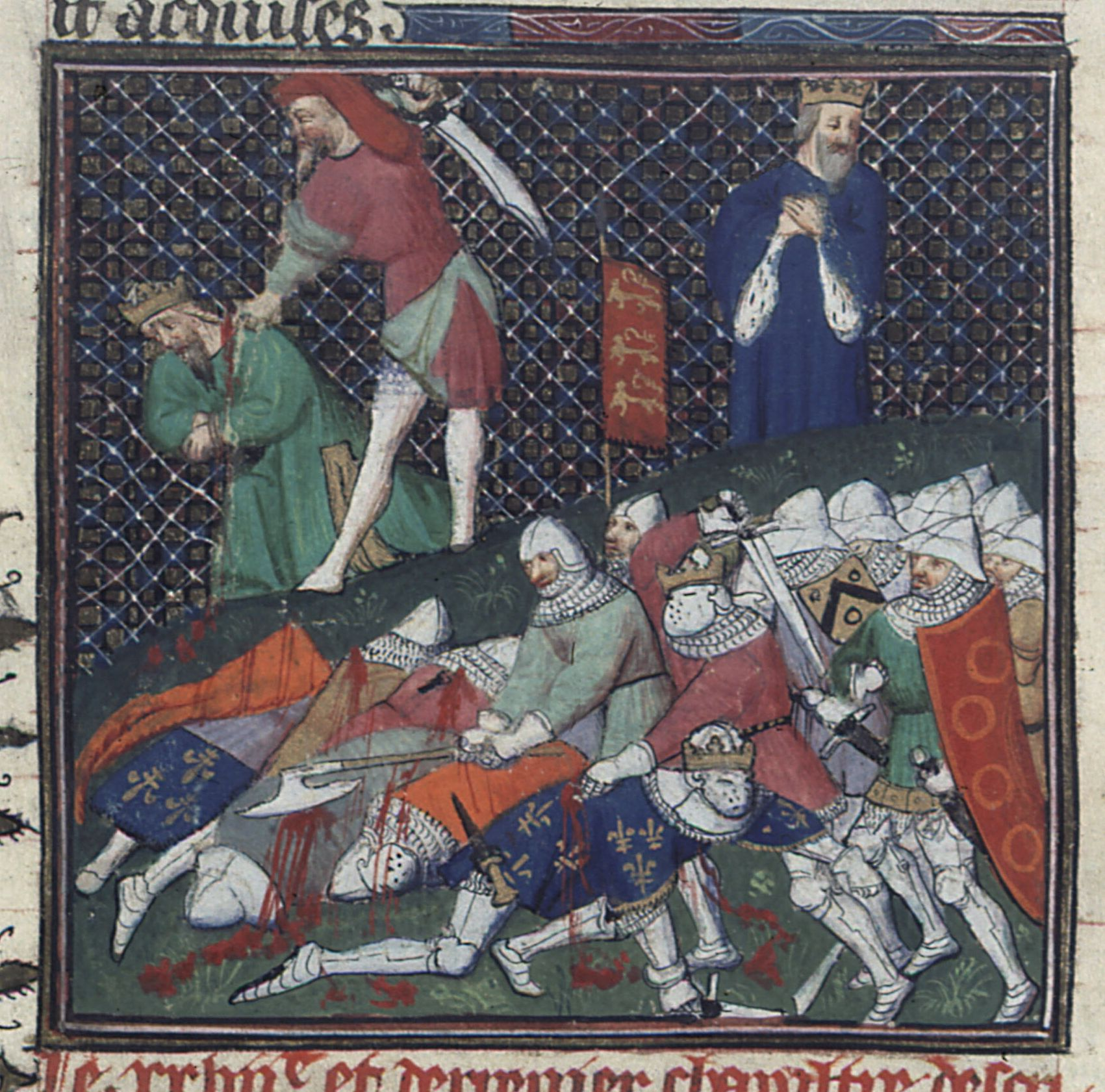
Capture de Jean le Bon, enluminure tirée du De casibus virorum illustrium de Boccace (BNF).

Au petit matin, un mouvement des Anglais laisse penser qu'ils tentent de passer leur butin de l'autre côté du Miosson au gué de l'Omme. Les deux commandants de l’avant-garde française interprètent différemment ce mouvement : le maréchal Jean de Clermont croit qu'il s'agit d'un piège, alors que le maréchal Arnoul d'Audrehem estime qu'il faut tout de suite occuper les passages. Le ton monte, ils se défient[réf. nécessaire] et, sans prendre les ordres du roi, chargent chacun de son côté.
La charge d'Audrehem sur un chemin bordé de haies (Maupertuis, un mauvais passage) est anéantie par les archers gallois. Le connétable Gauthier VI de Brienne se joint au maréchal de Clermont pour charger contre le comte de Salisbury. Tous deux sont tués. L'avant-garde est anéantie.
Les deux corps de bataille s'engagent ensuite de façon désordonnée, désordre accentué par les pièges préparés par les Anglais. Une partie de l'armée française, devant la confusion de la bataille, perd confiance et tourne casaque.
Comme les chevaux sont vulnérables aux tirs des archers anglais, le roi fait mettre pied à terre. Il monte à l'assaut avec ses hommes, après avoir mis à l'abri ses fils Charles et Louis, ne gardant avec lui que le plus jeune, Philippe. Ce dernier, âgé de seulement quatorze ans, gagne à Poitiers son surnom de « Hardi ». La cavalerie anglaise charge les chevaliers français à pied. Le roi se bat héroïquement. Les cris de son fils sont restés célèbres : « Père, gardez-vous à droite ! Gardez-vous à gauche ! ».
Blessé à la tête, le roi de France est finalement fait prisonnier avec Philippe le Hardi par Denis de Morbecque. C'est un désastre pour la monarchie française.
Jean le Bon est le deuxième roi de France capturé sur le champ de bataille, après Louis IX à la Mansourah.
Le sacrifice de sa liberté par le roi, qui a combattu jusqu'au bout au lieu de se replier, relève son prestige : il est désormais perçu comme un chevalier héroïque (quoique malheureux) tant du côté français que du côté anglais.
En France, ce qui frappa le peuple n'était pas tant la défaite à Poitiers que la captivité du roi Jean. Lorsque le peuple français apprit la fuite éperdue des seigneurs français du champ de bataille, il crut que c'était dû à une trahison. Et si ce n'était pas pour l'or anglais, alors c'était par lâcheté — et ainsi, que signifiaient désormais les mots autrefois vénérés d'« honneur » et de « noblesse » ? Le peuple commença à haïr les chevaliers traîtres et lâches. Certains d'entre eux, rentrant dans leurs domaines, échappèrent de justesse à être déchirés par des vilains furieux, même ceux qui, en tant que prisonniers en liberté conditionnelle, revenaient pour rassembler leurs rançons.

### Période de la captivité à Bordeaux (septembre 1356-avril 1357)

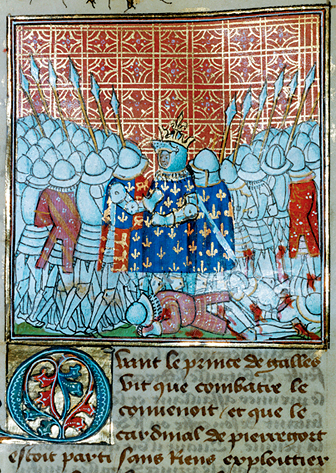
L'héroïsme de Jean le Bon et de son fils Philippe à Poitiers est resté célèbre : il vaut au premier sa réputation de roi-chevalier et au deuxième son surnom de « Hardi ». Miniature du Maître de Giac tirée d'un manuscrit des Chroniques de Froissart (vers 1415), BM Besançon, Ms. 864.

Jean le Bon et son fils Philippe le Hardi sont d'abord prisonniers à Bordeaux, avec les honneurs dus à leur rang. Le roi peut librement organiser une cour.[réf. nécessaire]
Édouard III demande leur transfert en Angleterre, mais la noblesse de Guyenne, qui a participé à la bataille de Poitiers, n'est pas d'accord. Le Prince Noir négocie alors la libération de Jean contre paiement d'une rançon. Mais Édouard III maintient son exigence et le Prince Noir doit promettre de dédommager la noblesse pour le départ du roi de France.
Le 23 mars 1357, une trêve est conclue pour une durée d'un an entre le Prince Noir et la régence du royaume, à la tête de laquelle se trouve le dauphin Charles.
Le 11 avril a lieu le départ pour l'Angleterre, où Jean et Philippe vont passer trois ans, dans différents lieux de résidence, d'abord de haut rang, puis moins confortables (notamment, en 1360, à la Tour de Londres).

### Captivité en Angleterre et premier traité de Londres (avril 1357-janvier 1358)
Ses conditions d’incarcération sont royales : il est logé à l’hôtel de Savoie, résidence des ducs de Lancastre et dispose de la liberté de circulation en Angleterre. Il a avec lui une cour de plusieurs centaines de personnes, des proches capturés avec lui à Poitiers ou d'autres venus de leur plein gré.
En France, Charles de Navarre, libéré par le dauphin, a une position très forte en l'absence du roi : il est considéré par beaucoup de gens comme plus apte à combattre les Anglais et comme plus légitime que le dauphin).
Voyant la situation évoluer en faveur du roi de Navarre, Jean le Bon décide de précipiter les négociations, quitte à céder beaucoup de terrain à Édouard III. En janvier 1358, il signe le premier traité de Londres qui prévoit que
- le roi d'Angleterre recouvre l’ensemble de ses anciennes possessions féodales[pas clair] du duché d'Aquitaine ;
- le roi de France soit libéré moyennant une rançon de quatre millions d’écus, sans renonciation à la couronne de France[127].

### L'insurrection d'Étienne Marcel à Paris (février-août 1358) et la Grande Jacquerie
En France, cet accord provoque un tollé dont Étienne Marcel, prévôt des marchands de Paris, profite pour déclencher une insurrection. Le 22 février 1358, 3 000 hommes en armes envahissent le palais de la Cité où réside le dauphin qui, de son côté, a fait venir un millier d'hommes d'armes se protéger contre les Parisiens et contre le roi de Navarre. Étienne Marcel fait assassiner sous ses yeux les chefs de cette troupe, le maréchal de Champagne Jean de Conflans et le maréchal de Normandie Robert de Clermont. Puis il le fait nommer régent[réf. nécessaire], ce qui revient à maintenir Charles le Mauvais à l'écart de Paris et du pouvoir.
L'assassinat des maréchaux dresse la noblesse contre Étienne Marcel et le dauphin organise un siège de la capitale. Mais la Grande Jacquerie (fin mai-début juin) protège l'accès nord de Paris et permet à Étienne Marcel de garder le contact avec les villes du comté de Flandre et du comté d'Artois, avec lesquelles il est allié.
Charles de Navarre reprend l'initiative en se mettant à la tête de la noblesse pour écraser les paysans révoltés (9 juin). Étienne Marcel est obligé de composer : il lui permet d'entrer dans Paris. Mais la plus grande partie de la noblesse ne suit pas le roi de Navarre auprès du prévôt des marchands, ralliant le camp du dauphin qui assiège toujours la ville.
Charles de Navarre décide d'enrôler des mercenaires anglais dont la présence dans Paris déclenche des émeutes et la nouvelle de la venue d'autres troupes anglaises fait basculer les Parisiens : Étienne Marcel est assassiné le 31 juillet 1358 et Paris accueille le dauphin régent du royaume.

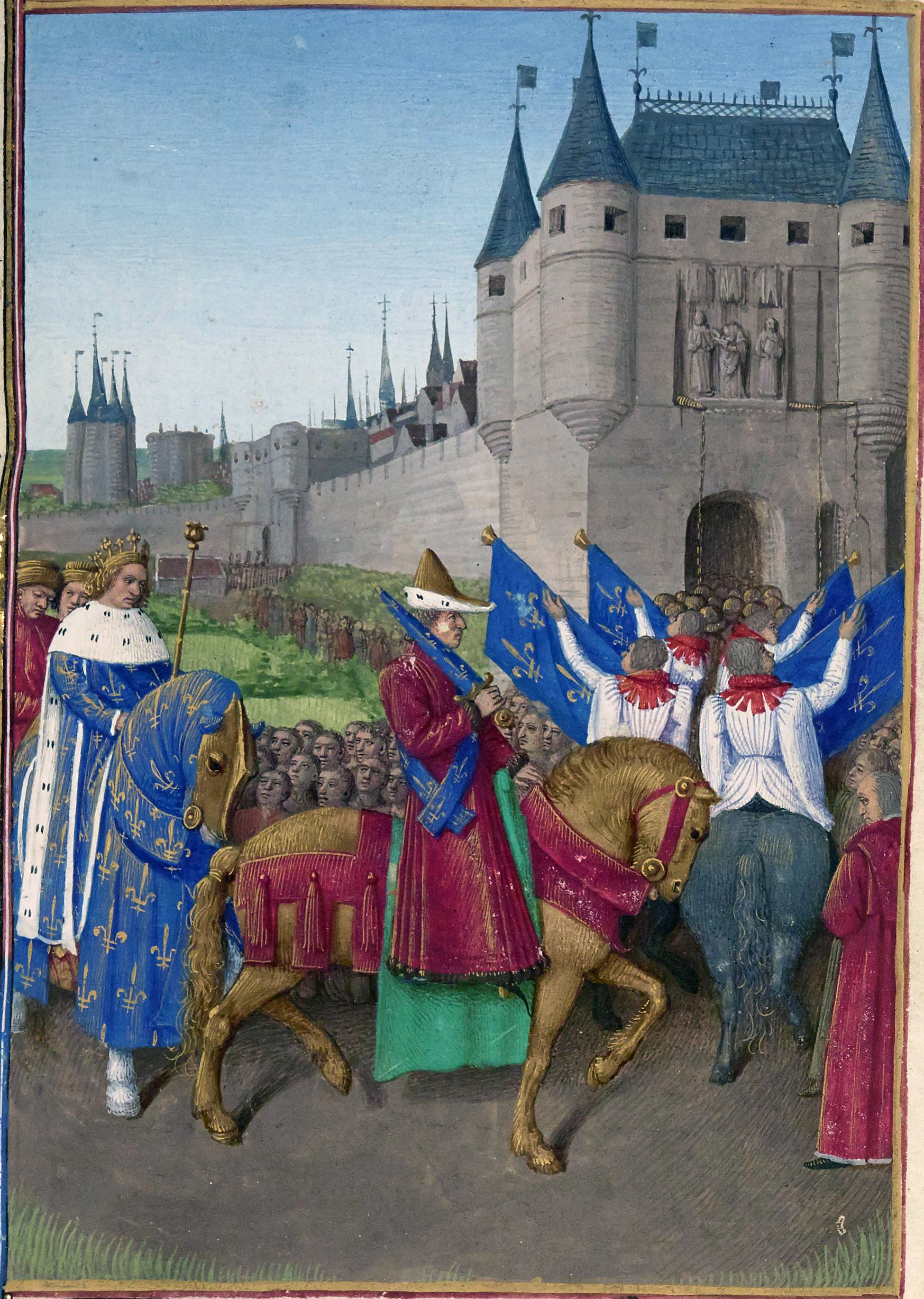
Jean Fouquet, Entrée de dans Paris le 2 août 1358, manuscrit des Grandes Chroniques de France, 1455-1460 (BNF).

### Deuxième traité de Londres (mars 1359) et suites
En mars 1359, profitant que le pouvoir semble échapper complètement à Jean le Bon, Édouard III augmente ses prétentions, lui impose des conditions de détention moins conciliantes et obtient un second traité encore plus contraignant :
- aux anciennes possessions d'Aquitaine des Plantagenêt, s’ajoutent toutes les terres qui ont un jour appartenu à l'Angleterre : le Maine, la Touraine, l'Anjou et la Normandie ;
- le roi d'Angleterre reçoit l'hommage du duc de Bretagne, réglant ainsi la guerre de Succession de Bretagne en faveur de Jean de Montfort, allié des Anglais ;
- la rançon de quatre millions d'écus avec un échéancier plus bref.

Cela représente plus de la moitié du territoire et plusieurs années de recettes fiscales. Accepter ces conditions discréditerait définitivement les Valois et risquerait de faire sombrer le royaume dans une nouvelle guerre civile qui offrirait à Édouard III la couronne sur un plateau.
Le dauphin Charles convoque les états généraux qui, scandalisés, déclarent le traité « ni passable, ni faisable ». Cette manœuvre permet de dédouaner son père et de ressouder le pays contre les Anglais.
Édouard III débarque en octobre 1359 pour prendre Reims, la ville du sacre, et imposer à la chevalerie française une nouvelle défaite, qui achèverait de discréditer le pouvoir. Mais, en accord avec le roi et son entourage londonien (qui ne veulent pas que la mort éventuelle d'Édouard III sur le champ de bataille déclenche des représailles à leur encontre), Charles lui oppose la tactique de la terre déserte et mène une guerre d'escarmouches, refusant toute bataille rangée.
Cette chevauchée tourne au fiasco pour les Anglais, harcelés, affamés, privés de montures (faute de fourrage). Pendant ce temps, des marins normands mènent un raid sur le port de Winchelsea (mars 1360), déclenchant une panique en Angleterre. Fou de rage, Édouard III remonte vers Paris, son armée commettant alors de nombreuses exactions : il ne s’agit plus de la simple extorsion visant à ravitailler ses hommes, mais de la destruction systématique de toutes les ressources (les pieds de vignes sont arrachés, le bétail abattu et toute âme qui vive massacrée). Les mercenaires se soldant par le pillage, une partie des troupes reste sur la Bourgogne pour la piller, pour son propre compte, formant un embryon de Grande Compagnie. Ces exactions entraînent un vif ressentiment contre les Anglais. Nombre de ces massacres ont lieu pendant le carême et la semaine sainte et quand l’armée anglaise est décimée par un violent orage de grêle le lundi 13 avril (historiquement connu sous le nom de « Lundi noir »), nombre de chroniqueurs y voient la main de Dieu. Édouard III se décide alors à négocier.

Royaume de France entre 1356 et 1363 : jacqueries et compagnies
Possessions de Charles de Navarre.
Territoires contrôlés par Édouard III avant le traité de Brétigny.
Territoires cédés par la France à l'Angleterre par le traité de Brétigny (suit le tracé du premier traité de Londres.)

- Possessions de Charles de Navarre.
- Territoires contrôlés par Édouard III avant le traité de Brétigny.
- Chevauchée d'Édouard III en 1359-60.
- Territoires cédés par la France à l'Angleterre par le traité de Brétigny (suit le tracé du premier traité de Londres.)

### Traité de Brétigny
Après le refus du deuxième traité de Londres, les conditions de détention de Jean le Bon deviennent progressivement moins confortables. En janvier 1359, Jean le Bon est assigné à résidence, sous la surveillance de soixante-neuf hommes de garde. Six mois plus tard, le roi est transféré à la sinistre forteresse de Somerton puis, au printemps 1360, à la tour de Londres. Le danger d’une prise de pouvoir par les Navarrais ou par les états généraux étant écarté, le roi décide de reprendre les choses en main. Il veut neutraliser au plus vite le dauphin (il redoute particulièrement une action d'éclat destinée à assassiner le roi d'Angleterre et il craint pour sa propre sécurité). Alors qu’Édouard III chevauche en France, les rênes du pays sont reprises par son éminence grise, l'archevêque de Sens, Guillaume II de Melun. Celui-ci place le dauphin en résidence surveillée, et dirige le conseil. Le parti royal négocie à la va-vite sur les bases du premier traité de Londres, alors que l’armée anglaise est en déroute, évitant que seul le dauphin bénéficie de ce succès. Par rapport au premier traité de Londres, la rançon est ramenée de quatre à trois millions d’écus — l'équivalent d'environ 12 tonnes d'or, soit deux années de recettes fiscales —, mais les conditions sont très lourdes et le traité perçu comme honteux.
Le traité met un terme aux quatre années de captivité à Londres de Jean le Bon, mais des otages sont livrés pour garantir le paiement de la rançon, dont le plus important est sans doute son ambassadeur et conseiller : Bonabes IV de Rougé et de Derval.
Édouard III obtient la Guyenne et la Gascogne en toute souveraineté, ainsi que Calais, le Ponthieu et le comté de Guînes. Il obtient également le Poitou — dont l'un des fils du roi, Jean, est pourtant comte —, le Périgord, le Limousin, l'Angoumois et la Saintonge. Enfin, il devient souverain de toutes les terres du comte d'Armagnac en recevant l'Agenais, le Quercy, le Rouergue, la Bigorre et le comté de Gaure.
En revanche, Édouard III renonce aux duchés de Normandie et de Touraine, aux comtés du Maine et d'Anjou, et à la suzeraineté sur la Bretagne et les Flandres. Il renonce surtout à revendiquer la couronne de France. Ce traité vise à désamorcer tous les griefs qui ont conduit au déclenchement du conflit.
La rançon n'est que partiellement versée et le traité de Brétigny ne dure pas, mais il permet une trêve de neuf ans pendant la guerre de Cent Ans.

## Retour de Jean le Bon

### Mariage d’Isabelle de France avec Jean Galéas Visconti
Le versement de l'immense rançon négociée à Brétigny pose problème : le pays est exsangue. Pour libérer le roi, Édouard III exige un acompte de 600 000 écus et le roi doit en verser 400 000 supplémentaires avant un an. Le dauphin ne réussit à collecter que 400 000 écus aux prix d'efforts considérables de la population dans son ensemble. Cependant, Jean le Bon parvient à trouver de l'argent pour le premier versement de sa rançon : il marie sa fille Isabelle, avec Jean Galéas Visconti, le fils de Blanche de Savoie et de Galéas Visconti, qui règne sur la Lombardie avec son frère Barnabé. Son rang est insuffisant pour entrer dans la famille du plus grand roi de la chrétienté, mais Galéas a offert 600 000 écus d'or. Le premier acompte doit être versé en juillet, le solde à la célébration du mariage. Pris à la gorge, Jean le Bon accepte la proposition et peut ainsi être libéré.

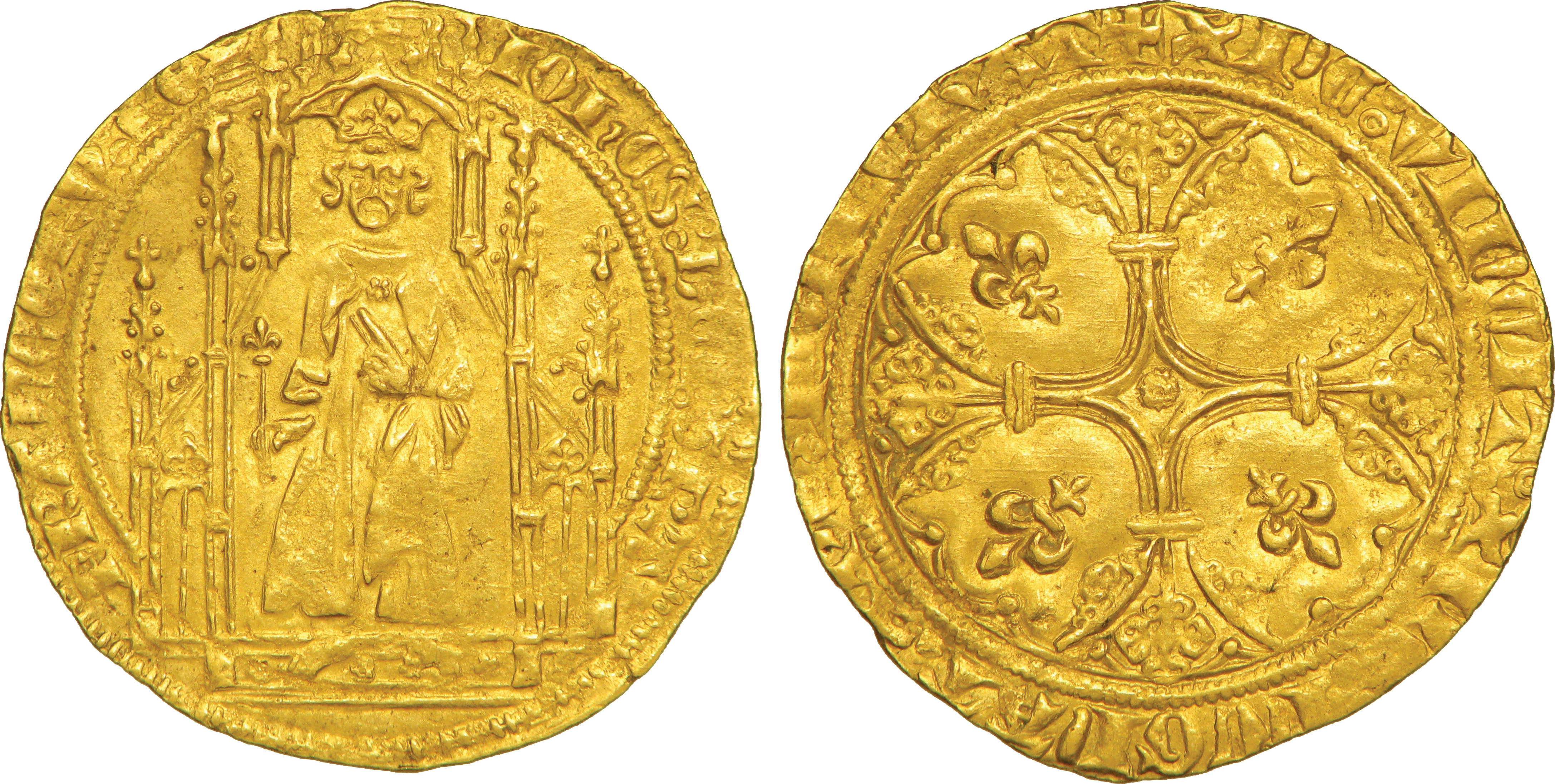
Royal d'or sous le Bon.

### Réformes monétaires et fiscales

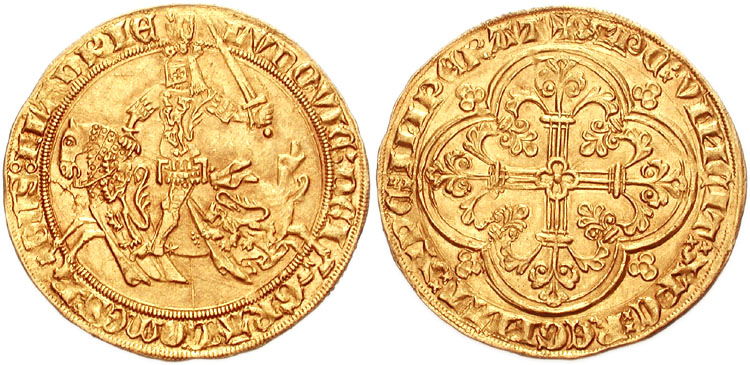
Le Franc à cheval représente le roi Jean le Bon sur un destrier, armé d'un écu à fleur de lys et brandissant l'épée, avec le terme « Francorum Rex » (Roi des Francs).

Prisonniers à Londres, Jean le Bon et ses conseillers constatent les bienfaits d’une monnaie forte. Ils préparent donc les réformes nécessaires et Jean le Bon crée le franc, le 5 décembre 1360, sur le chemin du retour à Paris. Il s’agit d’une monnaie à très forte teneur en or (3,88 grammes d'or fin), valant une livre et dont le nom indique qu’il ne s’agit pas d’une monnaie au titre dévalué. Il montre le roi chargeant à cheval dans la droite ligne de l’idéal chevaleresque : l’objectif est de restaurer l’autorité royale en mettant fin aux mutations monétaires qui ont entraîné de nombreuses dévaluations pendant toute la première moitié du XIVe siècle. Une monnaie forte constitue la demande principale des états généraux, illustrée par la théorie élaborée par Nicolas Oresme.
À côté des éléments purement économiques qui conduisent à la décision de la création d'une nouvelle monnaie pour le royaume, le choix de son nom, le franc, est avant tout un geste politique, à usage intérieur, pour répondre au besoin d'affirmation nationale naissant pendant la guerre de Cent Ans. Il s'agit clairement d'une évocation de l'ascendance (partielle) franque du peuple français — ce terme de Francs par ailleurs également employé pour désigner les chevaliers chrétiens partis en croisade — et de la légitimité de son roi (le Rex Francorum), légitimité dont la défense constitue une des principales préoccupations des Valois.

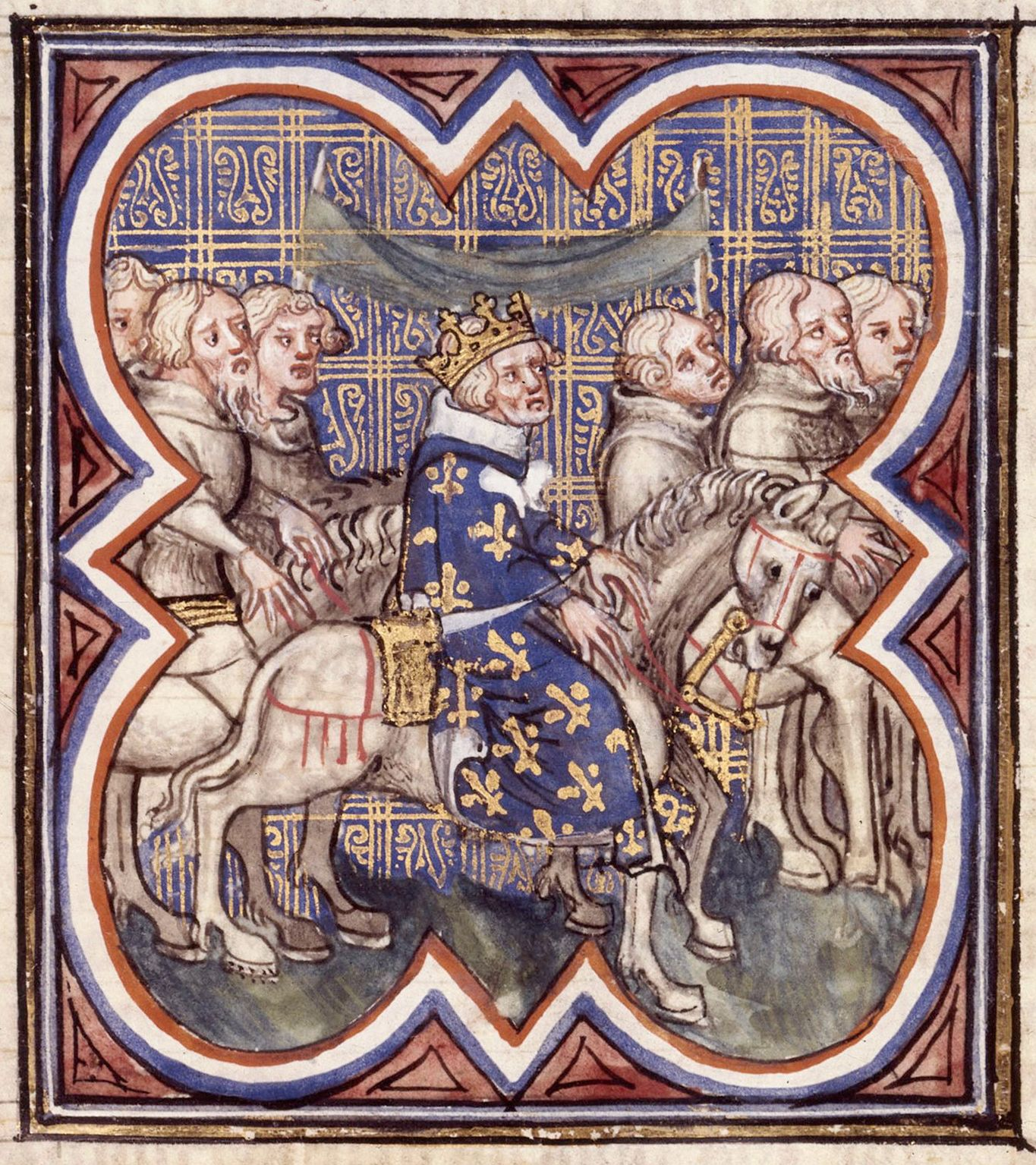
Retour de Jean le Bon, enluminure tirée des Grandes Chroniques de France.

Le roi, même s'il doit ménager les états généraux qui ont gouverné en 1358, n’entend pas laisser les rênes du pouvoir et le conseil est tenu par le parti royal, Guillaume de Melun en tête. Il applique donc une politique proche de celle prônée par les états généraux sans toutefois leur rendre de comptes, ni au parlement. Après la création du franc, il réduit le nombre de fonctionnaires, épure et met sous pression le personnel financier qui est très impopulaire. La plupart des proches du dauphin sont évincés et celui-ci retourne gérer son duché de Normandie.

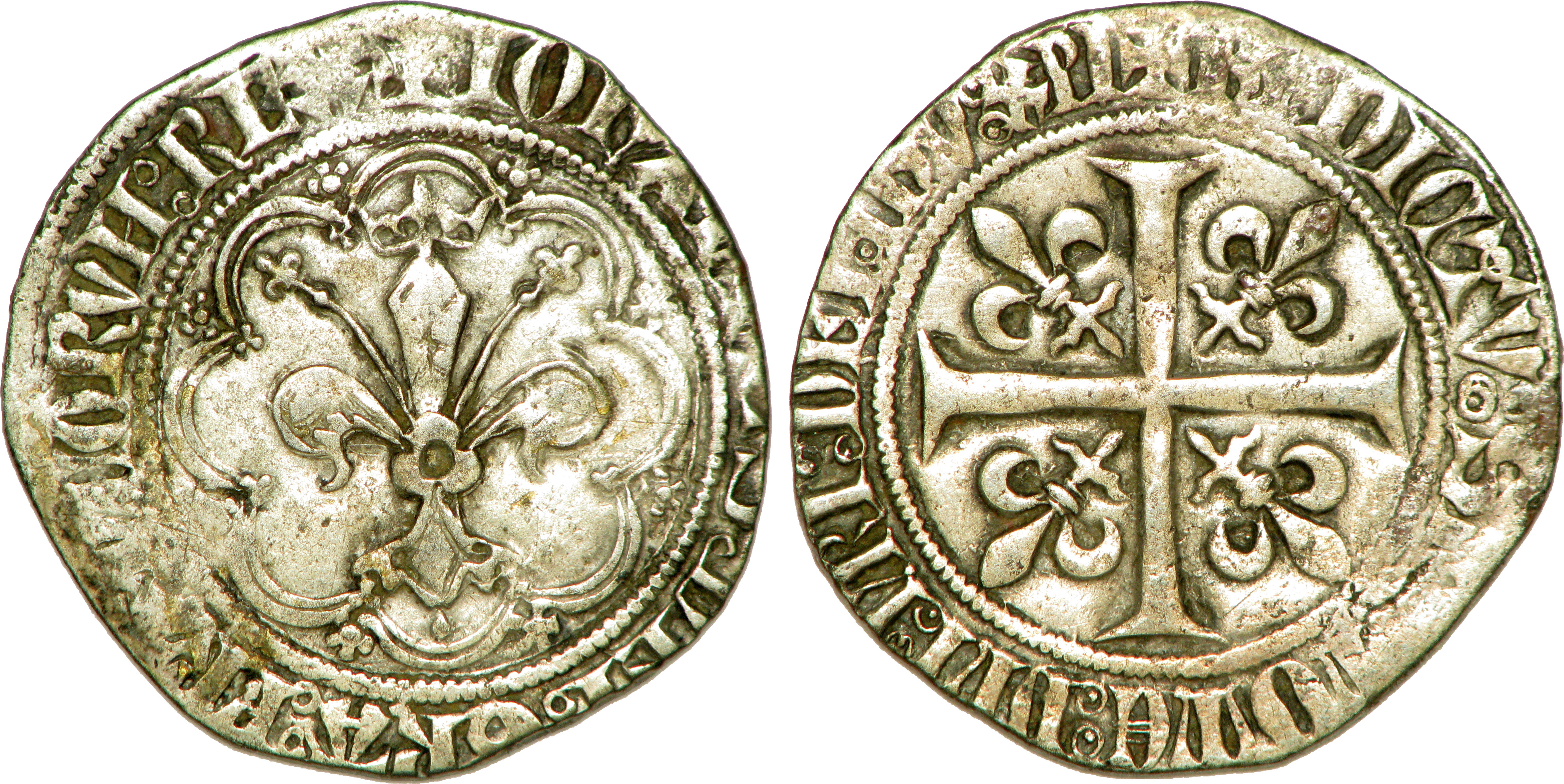
Gros à la fleur de lis dit « patte d'oie » sous le Bon.

Le royaume est saigné pour payer le premier versement de la rançon tel qu'organisé par le dauphin et les états généraux avant le retour de Jean le Bon. L’abandon des mutations monétaires, prive l’État d’une source importante de revenus. Pour payer la rançon, le conseil du roi compte sur la fiscalité indirecte : l’ordonnance de Compiègne du 5 décembre 1360 institue une taxe de 5 %, prélevée sur tous les échanges. Ce choix favorise la noblesse qui n’est pas touchée par cet impôt et plus généralement les propriétaires fonciers dont les revenus sont calculés en monnaie de compte. En revanche, le commerce, l’agriculture et l’industrie sont durement pénalisés et l’économie est ralentie par cette mesure.

### Apanages
La superficie du domaine royal posant des problèmes de gouvernance, Jean le Bon le divise en principautés qu’il confie à ses fils en apanage. Charles est déjà dépositaire du duché de Normandie. Louis reçoit le Maine et l’Anjou, Jean le Berry. En décembre 1360, il révoque toutes les aliénations du domaine royal faites depuis Philippe le Bel hormis celles effectuées au bénéfice de ses fils, ce qui permet de rapprocher les apanages de la famille proche du roi.
Le duché de Bourgogne avait échu à Philippe de Rouvres, enfant d'un premier lit de Jeanne, son épouse. Les ravages de la guerre, la pauvreté des campagnes forment un terreau favorable au développement de la peste en cette fin d'année 1361 et le jeune Philippe de Rouvres en est atteint. Dix jours après la rédaction de son testament, le 21 novembre 1361, dans ce château de Rouvres qui l’a vu naître quinze ans auparavant, le dernier chef de la branche aînée des ducs capétiens de Bourgogne rend son dernier soupir et disparaît sans postérité. À la suite de ce décès, revendiquant le duché tant en son nom personnel qu'au nom de son épouse, Jean le Bon s'approprie le duché, réduisant à néant la revendication de Charles le Mauvais. Il en fera donation ensuite, en 1363, à son dernier fils, Philippe, surnommé « le Hardi » depuis la bataille de Poitiers, qui sera le fondateur de la dynastie bourguignonne.

### Les Grandes compagnies

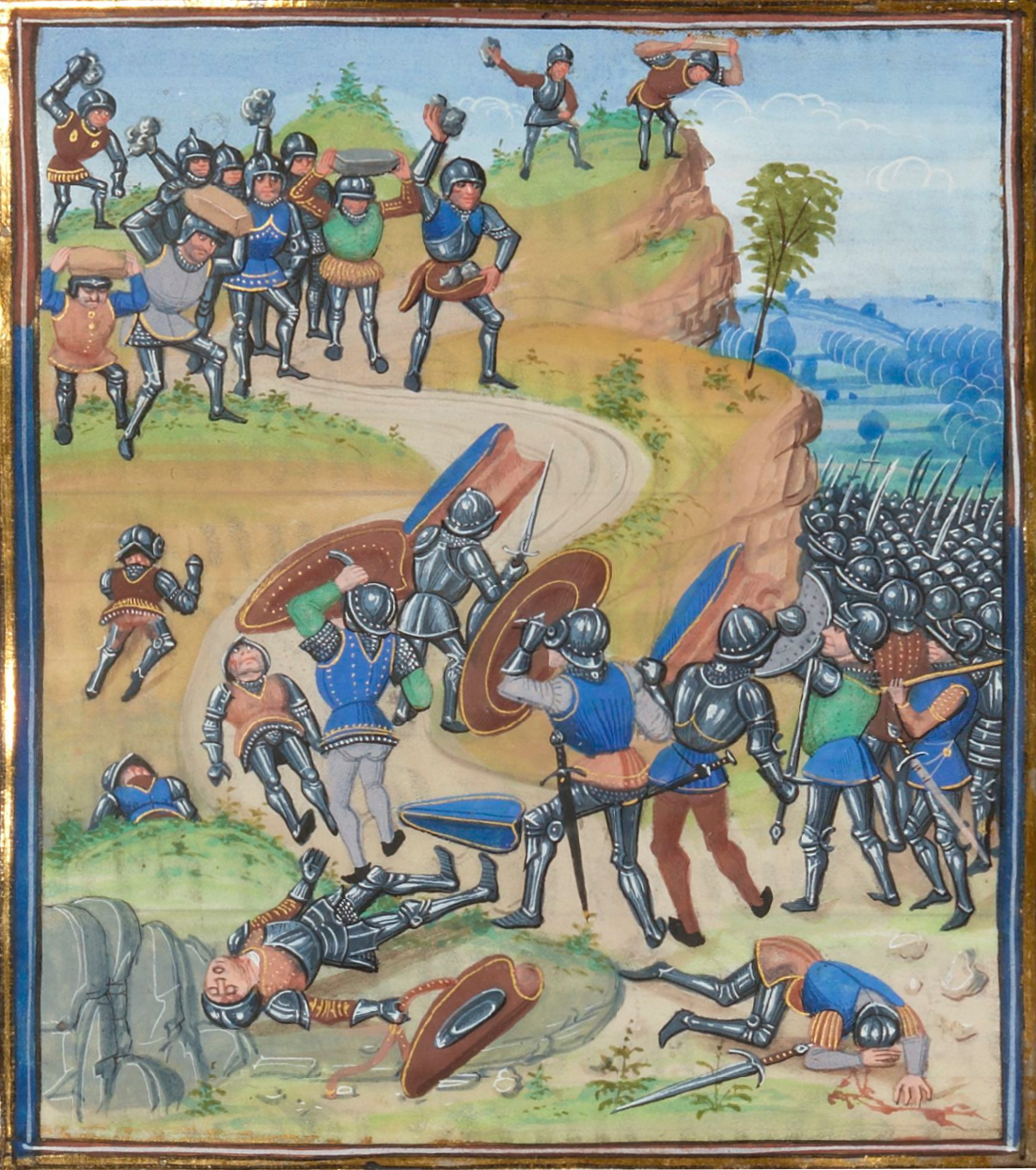
Bataille de Brigniais d'après Jean Froissard.

L’économie du royaume est alors très entamée par les agissements des Grandes compagnies, composées de mercenaires démobilisés par la trêve, qui mettent le royaume en coupe réglée. Souvent Anglais ou Gascons, ils se réclament du roi d’Angleterre ou de Navarre, contribuant ainsi à ancrer un véritable sentiment d’anglophobie et à discréditer Charles le Mauvais. Il est vrai qu’Anglais et Navarrais ont souvent recours à leurs services dans la guerre froide qui les oppose au roi de France (Édouard III, en particulier, n’hésite pas à faire œuvrer ses mercenaires sous les couleurs navarraises). Ainsi, Jean Jouël s’empare, en son nom propre, du donjon de Rolleboise pour le compte d’Édouard III. Partout, ils occupent des places fortes et rançonnent les campagnes. Bloquant les voies de communication, dont ils tirent de nombreux profits, ils pèsent sur les échanges. Beaucoup rançonnent sur les vallées de la Saône et du Rhône, principal axe commercial Nord-Sud depuis l'installation de la Papauté à Avignon. On essaie de les acheter, ils empochent le tribut sans partir. On tente de les emmener combattre à l’extérieur mais ils reviennent. On tente de les utiliser les uns contre les autres, mais cette stratégie tourne au désastre. Les troupes royales sont écrasées à Brignais le 6 avril 1362, une partie des Grandes compagnies embauchées ayant quitté le champ de bataille. Il faut encore leur payer la rançon pour Guillaume de Melun pris pendant la bataille.

### Le roi s’éloigne du pouvoir
Allant de désastre en désastre dans un pays ruiné et à feu et à sang, le roi cherche une porte de sortie. Il se rend à Avignon voir le pape Innocent VI, ancien conseiller de son père Philippe VI. Il compte lui demander de l'aider à rembourser sa rançon. Son voyage a un autre objectif : marier son fils Philippe le Hardi à Jeanne de Naples dont le royaume est soutenu à bras le corps par la papauté. Mais quand il arrive, Innocent est mort ; son successeur Urbain est peu dépensier et n'est pas disposé à financer sa rançon. De plus le pape, ne souhaitant pas voir la Provence tomber entre les mains des Français et voir ainsi Avignon complètement cernée par le puissant royaume de France au risque de tomber sous sa tutelle, s'active en sous-main pour empêcher cette union qu'il autorise officiellement malgré la consanguinité des futurs conjoints. De toute façon, Jeanne n'est pas femme à se voir imposer un mari, même par le pape son protecteur, et elle préfère épouser le roi Jacques IV de Majorque.
Urbain V a l'idée de l'envoyer en croisade en emmenant les compagnies qui saignent le royaume de France et la cité des papes. Le moment est propice puisque Amurat Ier, le sultan des Turcs ottomans, après un an de siège, vient de conquérir Andrinople dont il veut faire sa capitale. Jean le Bon est séduit par le projet, il envisage de reconquérir son honneur en croisade contre les Turcs en répondant à l'appel du roi de Chypre, Pierre Ier de Lusignan. Cette croisade serait financée par le pape, via les décimes, le roi comptant bien en récupérer une partie pour rembourser sa rançon. Il reçoit la croix d’Outremer des mains du nouveau pape Urbain V à Avignon le 30 mars 1363. Mais le nouveau souverain pontife est très soucieux des finances de l'Église et impose que les décimes soient prélevées par les évêques eux-mêmes ce qui ôte tout espoir de plus-value à Jean le Bon.
Finalement, il repart pour Londres le 3 janvier 1364 afin de renégocier le traité de Brétigny pour lequel il a du mal à payer la rançon et la libération des otages (son fils Louis d’Anjou, lassé d’attendre sa libération, s'est déjà enfui de Londres, avec Bonabes IV de Rougé et de Derval). Avant de partir, il réunit les états généraux à Amiens fin décembre 1363 et leur fait part de sa décision. Il laisse une situation désastreuse avec un pays ruiné et mis en coupe réglée par les compagnies, mais une bonne partie des décisions qui vont permettre à Charles V de relever le royaume sont déjà prises. La monnaie est stabilisée, une administration plus efficace via la politique des apanages est mise en place, les impôts sont votés. Il laisse son fils aîné régler la situation, ce qu'il a déjà fait brillamment en 1358.

## Mort et funérailles
Jean II meurt le 8 avril 1364 à Londres, à l'hôtel de Savoie.
La mort de Jean en 1364 à l’âge de 44 ans n’était pas exceptionnellement précoce pour l’époque, surtout compte tenu de l’impact de la Peste noire et des stress de la captivité. L’absence de plaintes spécifiques sur sa santé dans les chroniques suggère qu’une condition médicale n’était pas un problème majeur pendant son règne. La « maladie inconnue » ayant causé la mort de Jean pourrait aller d’une maladie aiguë (par exemple, une infection) à une condition chronique exacerbée par la captivité. La peste noire, récurrente dans les années 1360, ou d’autres maladies infectieuses sont des causes plausibles, mais aucune source primaire ne le confirme. Les spéculations sur un empoisonnement à l’arsenic, mentionnées en relation avec la maladie de son fils Charles V, ne sont pas étayées pour Jean lui-même.
Son corps est restitué à la France et il est inhumé le 8 mai suivant dans la basilique Saint-Denis, nécropole des rois de France.
Comme toutes celles de la basilique, sa sépulture est profanée par des militants républicains en octobre 1793, au début de la période de la Terreur.

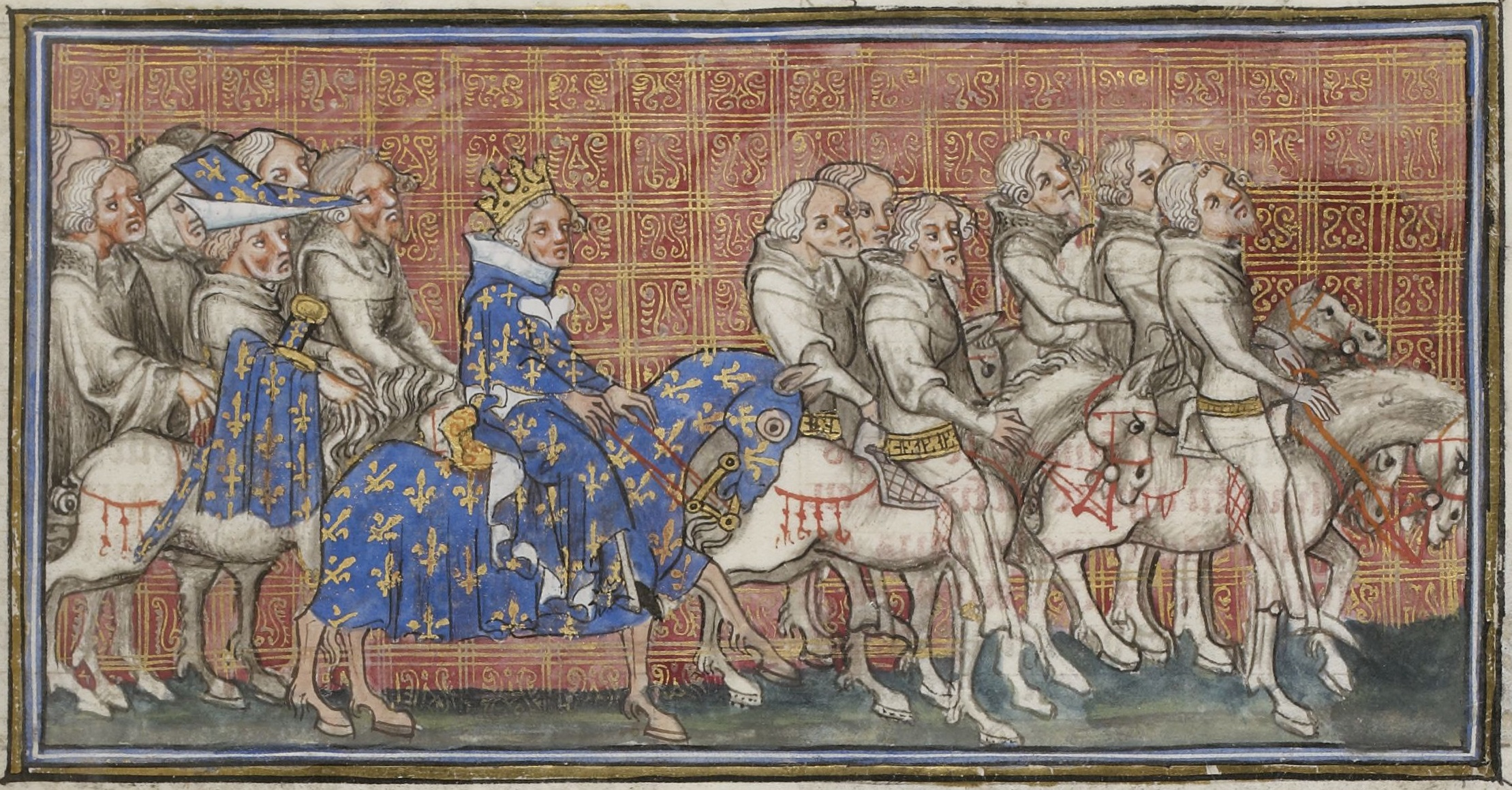
Retour de Jean le Bon en Angleterre, enluminure des Grandes Chroniques de France de, 1370-1379, BNF.

## Allégations non fondées de mauvaise santé
L’affirmation selon laquelle le roi Jean II souffrait d’une mauvaise santé apparaît souvent dans les discussions sur sa condition physique, son manque de vigueur martiale (principalement en référence au tournoi plutôt qu’à la guerre) et les circonstances de sa mort. Cependant, les sources médiévales fournissent rarement des diagnostics médicaux détaillés, et les descriptions de la santé sont souvent vagues ou liées à des récits politiques. Cette affirmation semble être une construction historiographique moderne, car les preuves des sources primaires concernant directement sa santé sont rares et ambiguës.

### Sources primaires pour les allégations de mauvaise santé
Jean Froissart décrit le courage de Jean à Poitiers, mais ne mentionne pas explicitement une mauvaise santé chronique pendant son règne ou sa captivité. Concerning sa mort en 1364, Froissart note qu’il « tomba malade et mourut » au palais de Savoie à Londres, sans préciser la nature de la maladie. Ce manque de détails est typique des chroniques médiévales, qui privilégient souvent le récit à la spécificité médicale. L’accent mis par Froissart sur le style de vie fastueux de Jean en captivité (par exemple, l’achat de chevaux, de vêtements et l’entretien d’une troupe de cour) suggère que Jean était physiquement capable de participer à des activités courtoises, ce qui pourrait contredire une maladie grave et débilitante durant cette période. Cependant, cela pourrait aussi refléter une façade publique pour maintenir la dignité royale. Le portrait de Jean par Froissart comme un roi moins martial comparé à Édouard III ou le Prince Noir a peut-être conduit les historiens modernes à inférer une faiblesse physique. Sa préférence pour la chasse plutôt que le tournoi et sa dépendance envers des conseillers comme Charles de La Cerda pourraient être interprétées comme des signes de santé fragile, mais elles pourraient tout aussi bien refléter un tempérament personnel ou une stratégie politique. Jean II a interdit à ses chevaliers de participer à des tournois pendant la Guerre de Cent Ans, privilégiant la guerre aux tournois, qui détournaient souvent l’attention des besoins militaires, donnant l’exemple en tant que roi et chevalier.
Les Grandes Chroniques de France fournissent peu de preuves directes sur sa santé. Elles mentionnent sa mort en 1364 au palais de Savoie, mais n’élaborent pas sur la cause, se référant uniquement à une maladie non spécifiée. Elles ne le décrivent pas comme fragile ou chroniquement malade.
Les sources anglaises, telles que celles de Thomas Walsingham, décrivent l’accueil chaleureux de Jean en Angleterre et sa participation à des festivités, suggérant qu’il n’était pas visiblement diminué physiquement durant ses derniers mois. La référence à une « maladie inconnue » s’aligne avec le récit de Froissart, mais manque de spécificité.
Les livres de comptes de Jean durant sa captivité en Angleterre, référencés dans des sources secondaires, indiquent qu’il maintenait un style de vie actif, achetant des articles de luxe et entretenant une suite. Ces registres ne mentionnent pas de dépenses médicales ou de traitements qui suggéreraient une maladie chronique.
Les documents entourant le Traité de Brétigny, qui a sécurisé la libération de Jean de sa captivité, ne mentionnent pas sa santé comme un facteur dans les négociations ou sa capacité à gouverner. Son retour volontaire en Angleterre en 1364, motivé par l’évasion de son fils Louis, est présenté en termes d’honneur plutôt que de santé, suggérant qu’il était physiquement capable de voyager et de prendre des décisions politiques.

### Sources secondaires pour les allégations de mauvaise santé
Les sources secondaires mentionnent souvent la « santé fragile » de Jean ou son manque de vigueur physique, mais ces affirmations sont généralement basées sur des inférences plutôt que sur des preuves primaires directes. Françoise Autrand et Jean Deviosse suggèrent que la santé de Jean n’était pas robuste, citant sa participation limitée aux activités physiques et sa mort d’une maladie non spécifiée. Cependant, ces travaux s’appuient fortement sur des chroniques comme celle de Froissart, qui manquent d’informations médicales détaillées,.

## Historiographie: La tendance à une représentation négative par les historiens
Le roi Jean II a dû faire face à des défis extraordinaires : la Peste noire, qui a tué entre un tiers et la moitié de la population française, la Guerre de Cent Ans avec l'Angleterre, des révoltes internes comme la Jacquerie, et les pillages par les compagnies libres. Sa capture lors de la bataille de Poitiers (1356) et le Traité de Brétigny (1360) qui s’ensuivit, cédant d’importants territoires et exigeant une rançon colossale, ont souvent été des points centraux de critique. Cependant, juger un monarque médiéval selon des critères modernes de leadership risque de simplifier à l’excès les contraintes politiques, économiques et sociales de l’époque.
La tendance à critiquer Jean II a débuté avec la chronique influente mais biaisée de Jean Froissart, qui offrait un récit de bravoure entaché de témérité. La réinterprétation au XIXe siècle par Jules Michelet a transformé cela en une critique nationaliste, dépeignant Jean comme un dirigeant faible ayant échoué à défendre la France. Les historiens ultérieurs — François Guizot, Charles Petit-Dutaillis, Édouard Perroy, Jean Deviosse, et Maurice Keen — se sont appuyés sur le cadre de Michelet, se citant mutuellement et s’appuyant sur Froissart pour renforcer un récit d’incompétence,,,,. Cette chaîne historiographique reflète une tendance à juger Jean II selon des normes modernes de gouvernance, ignorant souvent l’importance médiévale de l’honneur chevaleresque et les pressions externes de la guerre, de la peste et des factions nobiliaires. La dépendance aux citations a créé une chambre d’écho, où chaque historien renforçait les conclusions du précédent sans réévaluer pleinement les sources primaires comme Jean de Venette ou considérer le contexte plus large. Des chercheurs modernes comme Françoise Autrand ont commencé à briser ce cycle en soulignant l’adhésion de Jean II aux idéaux chevaleresques et les circonstances impossibles auxquelles il était confronté, suggérant que la tendance à la critique pourrait s’atténuer à mesure que les historiens adoptent une approche plus contextuelle.

### Portrait par Jean Froissart et les chroniqueurs contemporains: Le début de la critique
La critique la plus ancienne et significative de Jean II provient probablement des chroniqueurs contemporains ou quasi contemporains, en particulier Jean Froissart (vers 1337–vers 1405), un chroniqueur né à Hainaut dont les Chroniques sont une source principale pour la Guerre de Cent Ans. Le récit de Froissart, bien que vivant et détaillé, reflète souvent un biais chevaleresque et la perspective de ses mécènes, qui incluaient des figures alignées avec les factions anglaise ou bourguignonne. Son portrait de Jean II à Poitiers met en avant le courage du roi, mais aussi ses erreurs tactiques, comme ignorer les conseils de ne pas affronter les Anglais en raison de leurs tactiques supérieures à l’arc long. Froissart décrit la décision de Jean de combattre à pied avec une hache d’armes comme courageuse, mais suggère qu’elle était téméraire étant donné la défaite française. Ce récit établit un ton de vaillance personnelle minée par un mauvais jugement, un thème que les historiens ultérieurs ont amplifié.
Le récit de Froissart fut influent car largement diffusé dans l’Europe médiévale, devenant une source fondamentale pour les historiens ultérieurs. Sa description de la capture de Jean II et de son style de vie fastueux en captivité anglaise — participant à des festins, à la chasse et à des pèlerinages — a contribué à la perception d’un roi plus préoccupé par l’honneur personnel que par la gouvernance. Bien que Froissart ne condamne pas explicitement Jean, son accent sur l’extravagance du roi et son échec militaire a fourni la matière première pour les critiques ultérieures.
Une autre source contemporaine, Jean de Venette (vers 1307–vers 1370), un frère carmélite, offre une vision plus sympathique, mettant l’accent sur les pressions externes auxquelles Jean était confronté, telles que la peste noire et l’effondrement économique. Cependant, la chronique de Venette, moins largement lue que celle de Froissart, a eu moins d’impact sur la formation du récit critique.

### Portrait par les historiens de l’époque moderne: Amplification de la critique
La tendance critique s’est solidifiée à l’époque moderne, en particulier avec Jules Michelet (1798–1874), un historien français du XIXe siècle dont l’Histoire de France (1833–1867) est une référence dans l’historiographie française. Michelet, nationaliste romantique, a examiné la monarchie des Valois, y compris le règne de Jean II, à travers le prisme de la lutte pour l’unité nationale française. Il a critiqué Jean II pour sa « faiblesse » et son « extravagance », mettant en avant la défaite de Poitiers et le traité de Brétigny comme catastrophiques pour la souveraineté française. Le portrait de Jean par Michelet comme un dirigeant bien intentionné mais inefficace, trop dépendant de favoris comme Charles de La Cerda, a établi un précédent pour les historiens ultérieurs. Sa prose vivante et son accent sur le déclin national ont rendu son œuvre très influente, et il est un candidat probable pour avoir initié la tendance moderne à critiquer Jean II.
L’interprétation de Michelet a influencé une chaîne d’historiens qui ont cité son œuvre, directement ou indirectement, en construisant le récit critique autour de Jean II. Parmi les figures clés :
1. François Guizot (1787–1874) : Historien et homme d’État éminent, l’Histoire de France de Guizot (1829–1830) s’appuie sur le cadre de Michelet et les chroniques de Froissart. Guizot met l’accent sur les échecs militaires de Jean II et la dévastation économique causée par les paiements de rançon, dépeignant le roi comme un symbole d’incompétence féodale.
2. Charles Petit-Dutaillis (1868–1947) : Dans son ouvrage La Monarchie féodale en France et en Angleterre (1933), Petit-Dutaillis cite Michelet et Guizot, se concentrant sur l’incapacité de Jean II à centraliser l’autorité royale face aux défections nobiliaires et à l’agression anglaise. Il décrit le règne de Jean comme un point bas dans la légitimité des Valois.
3. Édouard Perroy (1901–1974) : Dans La Guerre de Cent Ans (1945), Perroy s’appuie sur Petit-Dutaillis et Michelet, citant explicitement leurs œuvres. Il critique Jean II pour ses erreurs stratégiques à Poitiers et son incapacité à gérer les factions nobiliaires, en particulier Charles II de Navarre.
4. Jean Deviosse (1920–1992) : Dans Jean le Bon (1985), Deviosse offre une vision plus nuancée, reconnaissant le courage de Jean et ses idéaux chevaleresques, mais qualifiant toujours son règne d’échec en raison du fiasco de Poitiers et de la mauvaise gestion financière. Deviosse cite Froissart, Michelet et Perroy.
5. Maurice Keen (1933–2012) : Dans Histoire de l’Europe médiévale (1969), Keen cite Perroy et Michelet, décrivant Jean II comme un roi submergé par les circonstances, sa capture à Poitiers symbolisant l’effondrement de l’autorité royale française.

### Réévaluations et défenseurs des historiens modernes
Des historiens récents ont commencé à remettre en question la tendance critique, arguant que le règne de Jean II doit être compris dans son contexte médiéval. [Françoise Autrand] dans Charles V : Le Sage (1994) compare les échecs de Jean aux succès de son fils Charles V, tout en reconnaissant les efforts de Jean pour maintenir la légitimité des Valois au milieu de crises sans précédent. Autrand cite Deviosse et Froissart mais met l'accent sur les défis structurels — tels que le système féodal décentralisé et l'impact économique de la Peste noire — plutôt que sur les défaillances personnelles. D'Arcy Boulton met en avant la création par Jean II de l'Ordre de l'Étoile en 1351 comme une tentative audacieuse pour renforcer l'autorité royale et unifier la noblesse française, bien qu'il note son succès limité en raison de la fragmentation politique et des défaites militaires. De même, Georges Bordonove soutient que le courage personnel de Jean, notamment lors de batailles telles que la Poitiers en 1356, et son engagement envers les idéaux chevaleresques reflètent son dévouement au prestige royal et à la réputation des Valois. Bordonove note également que, pendant sa captivité en Angleterre, Jean a maintenu la dignité de la couronne française par son adhésion inébranlable à une conduite honorable malgré les adversités politiques et personnelles.

## Titres détenus par Jean II de son vivant
Jean acquiert les titres de comte d'Anjou, comte du Maine et duc de Normandie en 1332 lorsqu'il atteint sa majorité, dans le cadre de l'attribution par son père, le roi Philippe VI de France, de la suzeraineté sur plusieurs territoires. Lorsqu'il devient roi de France en 1350, la plupart de ses titres reviennent au domaine royal, son nouveau statut de roi absorbant ses titres régionaux.
- Comte d'Anjou (1332 - 1350) : Le comté d'Anjou était revenu au domaine royal français en 1328 lors de l'accession de Philippe VI, qui le confia à son fils aîné, Jean, pour renforcer sa position d'héritier et gérer ces territoires clés. Cette pratique courante visait à offrir aux héritiers une expérience administrative et des revenus. Le comté d'Anjou fut ensuite érigé en duché en 1360, attribué au fils de Jean, Louis[173],[174].

- Comte du Maine (1332 - 1350) : Le Maine, étroitement lié à l'Anjou, faisait partie du même ensemble administratif pour préparer Jean à la gouvernance et sécuriser le contrôle des Valois sur ces régions, stratégiquement importantes en raison de leur proximité avec les territoires tenus par les Anglais. Le Maine fut ensuite intégré au duché d'Anjou[170],[174].

- Duc de Normandie (1332 - 1350) : La Normandie était une région cruciale en raison de son importance économique et de sa vulnérabilité aux revendications anglaises pendant la guerre de Cent Ans. La nomination de Jean comme duc visait à garantir la loyauté d'une région ayant de forts liens économiques avec l'Angleterre. Il transmit ensuite ce titre à son fils, Charles (futur Charles V), en 1355, pour assurer une gouvernance efficace pendant sa propre captivité après la bataille de Poitiers[174].

- Comte de Poitiers (1344 - 1350) : Jean fut nommé comte de Poitiers en 1344 par son père, Philippe VI, dans le cadre de la consolidation du contrôle des Valois sur le sud-ouest de la France. Poitiers était stratégiquement significatif au début de la guerre de Cent Ans, et attribuer ce titre à Jean renforçait l'autorité royale dans la région face aux revendications anglaises[175].

- Duc de Guyenne (1345 - 1350) : La Guyenne était un nom médiéval désignant une région du sud-ouest de la France, correspondant en grande partie au Duché d'Aquitaine. Le terme « Guyenne » dérive d'une forme en vieux français du mot « Aquitaine », et au XIVe siècle, il était souvent utilisé de manière interchangeable avec ce dernier ou comme une sous-région de l'Aquitaine. Jean II détenait ce titre dans le cadre du contrôle de la couronne française sur cette région, qui était depuis des siècles un territoire disputé entre la France et l'Angleterre, notamment pendant la Guerre de Cent Ans. À cette époque, le duché de Guyenne/Aquitaine englobait des régions telles que Bordeaux et une partie du Gascogne, bien que ses frontières variaient en fonction des changements politiques et militaires[176].

- Comte d'Auvergne (1350 - 1360) : Jean devint comte d'Auvergne en 1350 par son mariage avec Jeanne Ire, comtesse d'Auvergne et de Boulogne, le 19 février 1350 à Nanterre. En tant que mari de Jeanne, il porta le titre jure uxoris (par droit de son épouse), comme il était d'usage pour les maris d'héritières titrées dans la France médiévale. Jean abandonna ce titre en 1360 à la mort de Jeanne, le titre revenant aux héritiers de celle-ci, ses droits étant liés à sa vie[177],[178].

- Comte de Boulogne (1350 - 1360) : Jean acquit le titre de comte de Boulogne jure uxoris en 1350 par son mariage avec Jeanne Ire, le 19 février 1350. Boulogne était un comté côtier important, et le contrôle de Jean renforçait l'influence des Valois dans le nord de la France. Le titre fut abandonné à la mort de Jeanne en 1360, passant aux héritiers de celle-ci[170],[177].

- Duc de Bourgogne (sous le nom de Jean Ier) (1361 - 1363) : À la mort de Philippe Ier, duc de Bourgogne (Philippe de Rouvres) en 1361, la branche aînée de la maison de Bourgogne, issue de Robert Ier, s'éteignit. Philippe Ier mourut sans héritiers. Jean, fils de Jeanne de Bourgogne, deuxième fille du duc Robert II de Bourgogne, était cousin germain du père de Philippe Ier. Charles II de Navarre, autre prétendant, était le petit-fils de Marguerite de Bourgogne, fille aînée de Robert II, ce qui lui donnait une revendication par primogéniture. Cependant, le principe de proximité de sang favorisait Jean, plus proche en degré de parenté du duc décédé. De plus, la position de Jean en tant que roi et son rôle de beau-père de Philippe Ier (par son mariage avec Jeanne Ire, comtesse d'Auvergne) renforça sa revendication, et le 28 décembre 1361, Jean revendiqua avec succès le duché[179]. Le duché ne fut pas intégré au domaine royal ; il resta une entité féodale distincte, les états bourguignons s'opposant fermement à une annexion[179]. En janvier 1362, Jean nomma Jean de Melun, comte de Tancarville, gouverneur de Bourgogne[179] avant de transmettre finalement le duché à son plus jeune fils Philippe en tant qu'apanage en 1363[177],[180].

## Création de comtés, duchés et apanages
Jean II créa plusieurs duchés et comtés - sept au total, le plus grand nombre parmi tous les monarques français (suivi par Charles IX et François Ier respectivement). La plupart d'entre eux perdurèrent jusqu'à ce que la Révolution française abolisse la monarchie. Pendant son règne, il élargit également le territoire et l'influence française en acquérant le duché de Bourgogne, en créant le duché d'Auvergne et en plaçant ses fils dans des positions stratégiques de pouvoir pour assurer la protection du territoire français.

### Comté de Tancarville (1352 à 1844)
Jean éleva la baronnie de Tancarville au rang de comté et nomma Jean, vicomte de Melun, nouveau comte de Tancarville. Ce dernier était déjà un proche de Jean lorsque celui-ci était encore duc de Normandie, avant de succéder à son père Philippe VI en 1350. Le comte occupa ensuite plusieurs fonctions de haut rang, servant simultanément comme chambellan de France, connétable héréditaire de Normandie, maître souverain des eaux et forêts de France, et peut-être, à un moment, maître souverain de la maison du roi. Il avait également une solide expérience militaire, ayant servi dans les armées du roi depuis 1337 ; il participa à la bataille de Poitiers en 1356, où il fut capturé par les Anglais. De retour de captivité, le roi lui confia d'importantes missions de nature politique et militaire. Le comte de Tancarville joua un rôle significatif dans la tentative de pacification du royaume. Pour combattre les Grandes compagnies, Jean le Bon lui confia, le 24 avril 1361, une lieutenance générale, lui permettant d'exercer tous les pouvoirs du roi dans le duché de Berry, le comté de Nevers, les duchés de Bourbon et d'Auvergne, régions particulièrement menacées par les Routiers.

### Duché de Bar (1354 à 1766)
Le comté de Bar, situé entre la France et le Saint-Empire romain germanique, était stratégiquement vital en raison de sa position près de la Lorraine et du Luxembourg. Une partie de Bar (le Barrois mouvant) était devenue un fief français en 1301, mais sa proximité avec les territoires impériaux en faisait une zone contestée. L'élévation de Bar au rang de duché permit à Jean de renforcer l'autorité française dans cette région frontalière, particulièrement pendant la guerre de Cent Ans, lorsque l'influence anglaise menaçait les régions proches comme la Normandie. Jean s'efforça de s'assurer la loyauté des nobles frontaliers pour contrer les menaces extérieures, suggérant que cette élévation était une démarche stratégique pour lier plus étroitement Bar à la couronne française.
Le premier duc de Bar, Robert Ier, par ses actions ultérieures, comme son soutien aux couronnements de Charles V et Charles VI, reflète son rôle de vassal loyal. Le titre ducal renforça le statut de Bar, donnant à Robert une plus grande influence dans les contextes français et impériaux, car Bar obtint également la reconnaissance de l'empereur Charles IV,.

### Comté de Castres (1356 à 1789)
Jean éleva Castres au rang de comté en 1356 et nomma Jean VI de Vendôme Comte de Castres, en plus de son titre existant de Comte de Vendôme, dans le cadre d'un effort stratégique pour renforcer l'autorité royale, récompenser les vassaux loyaux et stabiliser l'influence de la couronne française pendant une période de crise marquée par la guerre de Cent Ans, la peste noire et les troubles politiques internes.
Jean VI de Vendôme, membre de la Maison de Montoire, était un vassal loyal qui combattit pour la couronne française, notamment à la bataille de Poitiers en 1356, où il fut capturé par les Anglais. L'élévation de Castres au rang de comté et l'attribution du titre à Jean VI étaient probablement une récompense pour ses services et un moyen de s'assurer de sa loyauté continue, particulièrement à une époque où les défections nobiliaires vers les Anglais représentaient une menace importante. Jean utilisait fréquemment les titres et les concessions de terres pour lier les nobles à la couronne, notamment dans les régions vulnérables à l'influence anglaise, comme le sud et l'ouest de la France où se trouvait Castres. Cette élévation renforça le statut de Jean VI, alignant ses intérêts sur ceux de la couronne et consolidant son rôle de puissance régionale. De telles nominations étaient cruciales pendant le règne de Jean, alors qu'il cherchait à contrer l'agression anglaise et les rébellions internes comme la Jacquerie. Le rôle de Jean VI en tant que comte le positionna également pour gérer la gouvernance locale, notamment après que sa femme, Jeanne de Ponthieu, eut agi comme régente pour leur petite-fille Jeanne, comtesse de Vendôme et de Castres, de 1371 à 1372.
Castres, situé en Languedoc, était une dépendance de la vicomté d'Albi et avait reçu une charte de ville pendant la croisade des Albigeois, indiquant son importance régionale. En élevant Castres au rang de comté, Jean visait à l'intégrer plus fermement dans la structure féodale française, contrant l'autonomie locale et l'influence économique anglaise potentielle dans le sud, et à affirmer le contrôle sur les territoires méridionaux, où les campagnes anglaises et les troubles locaux menaçaient l'autorité royale. Confier le comté à Jean VI, un noble de confiance, garantissait un administrateur loyal dans une région critique pour maintenir la domination française.

### Duché d'Anjou (1360 à 1795)
En 1360, le duché d'Anjou fut créé et attribué à Louis Ier d'Anjou, le deuxième fils de Jean, élevant le comté d'Anjou au rang de duché. Cet apanage incluait les comtés d'Anjou et du Maine, centrés dans l'ouest de la France, une région cruciale en raison de sa proximité avec l'Aquitaine tenue par les Anglais et la duché de Bretagne, toutes deux contestées pendant la guerre de Cent Ans.
Cette attribution coïncida avec le traité de Brétigny, qui mit temporairement fin aux hostilités avec l'Angleterre mais obligea Jean à céder d'importants territoires. En établissant Louis en Anjou, Jean visait à sécuriser une présence royale loyale dans une région vulnérable à l'influence anglaise et à l'autonomie bretonne.
Louis fut également donné comme otage en Angleterre dans le cadre des termes du traité, reflétant la stratégie de Jean de lier les apanages à des obligations diplomatiques. L'élévation de l'Anjou en duché augmenta son prestige, garantissant que le statut de Louis corresponde à ses responsabilités. La position stratégique de l'Anjou en fit un rempart contre l'expansion anglaise depuis l'Aquitaine et un contrepoids à la duché de Bretagne semi-indépendant.
Louis Ier d'Anjou devint une figure puissante, poursuivant plus tard des revendications sur Naples et la Sicile, élargissant l'influence de la dynastie angevine au-delà de la France. Son apanage posa les bases de la branche des Valois-Anjou, qui joua un rôle significatif dans la politique française et européenne.
Le duché d'Anjou resta un bastion royal clé, bien que son autonomie sous les successeurs de Louis ait parfois défié l'autorité de la couronne.

### Duché de Touraine (1360 à 1584)
Créé comme un apanage initial pour son plus jeune fils, Philippe II le Hardi. Cependant, lorsque le duché de Bourgogne devint disponible en 1363, Philippe reçut la Bourgogne à la place, en partie comme récompense pour son courage à la bataille de Poitiers, et la Touraine fut réattribuée ou revint temporairement à la couronne. La Touraine, située dans l'ouest de la France, était un duché plus petit mais stratégiquement important en raison de sa proximité avec l'Anjou et le Poitou.
L'attribution initiale de la Touraine à Philippe en 1360 faisait partie de l'effort de Jean pour pourvoir tous ses fils après le traité de Brétigny. La position stratégique de la Touraine près de l'Anjou et de la Bretagne la rendait précieuse pour maintenir l'influence royale dans l'ouest de la France.
La réattribution de la Touraine après 1363 reflète la flexibilité de Jean dans la réallocation des apanages pour maximiser les résultats stratégiques. Lorsque la Bourgogne, un duché plus prestigieux et critique, devint disponible, Philippe reçut ce prix plus important, et la Touraine fut réservée à d'autres usages ou revint à la couronne.
Le statut temporaire de la Touraine comme apanage indique son rôle comme un outil flexible dans la stratégie féodale de Jean, utilisé pour équilibrer les besoins familiaux et politiques.
La brève tenure de la Touraine comme apanage pour Philippe eut un impact à long terme limité, car elle fut éclipsée par l'attribution de la Bourgogne. Cependant, sa création initiale reflète l'intention de Jean de s'assurer que tous ses fils aient des possessions significatives pour soutenir leur statut et leur loyauté.
La Touraine devint plus tard un apanage pour d'autres parents royaux sous les successeurs de Jean, renforçant son rôle comme apanage « flottant » pour les cadets royaux.

### Duché d'Auvergne (1360 à 1723)
Le duché d'Auvergne fut créé à partir de la Terre royale d’Auvergne (terres royales d'Auvergne) tandis que le comté d'Auvergne continuait d'exister en parallèle. Jean l'attribua à son troisième fils Jean aux côtés du duché de Berry. L'Auvergne, située dans le centre-sud de la France, faisait partie du domaine royal depuis sa confiscation par Philippe II Auguste en 1209 et sa restauration partielle aux comtes locaux.
L'élévation de l'Auvergne en duché était une démarche stratégique pour renforcer le contrôle royal dans une région avec une histoire d'autonomie et des sympathies pro-anglaises parmi certains seigneurs locaux (par exemple, les comtes d'Auvergne). En l'attribuant à Jean, le roi Jean visait à sécuriser la loyauté de l'Auvergne pendant la guerre de Cent Ans.
Le rôle de Jean de Berry comme lieutenant du roi en Auvergne (depuis 1358) en faisait un choix logique pour l'apanage. Cette attribution formalisa son autorité, contrant la résistance locale et l'influence anglaise dans la région.
La création du duché aux côtés du Berry reflète l'intention de Jean de consolider le centre et le sud de la France sous un fils de confiance, particulièrement après les pertes territoriales du traité de Brétigny.
Jean de Berry conserva l'Auvergne jusqu'à sa mort en 1416, lorsqu'elle revint à la couronne. Sa fille Marie hérita du titre de duchesse d'Auvergne, et il passa ensuite à son mari, Jean Ier, duc de Bourbon, en 1426, intégrant l'Auvergne aux domaines des Bourbon.
L'apanage renforça l'autorité royale en Auvergne, bien que les lourdes taxations de Jean pour financer les efforts de guerre aient déclenché des révoltes, comme la révolte des Tuchins, mettant en évidence les défis de la gouvernance de la région.

### Duché de Berry (1360 à 14 février 1820)
Jean créa le duché de Berry pour son troisième fils Jean, englobant le comté de Berry et des parties du Poitou. Centré dans le centre de la France, le Berry était une région relativement stable, stratégiquement importante pour connecter les domaines royaux du nord et du sud.
La création du duché faisait partie de la réorganisation des apanages par Jean en 1360 après le traité de Brétigny. La position centrale du Berry en faisait un centre pour l'administration royale et un rempart contre les dissensions internes, comme la révolte de la Jacquerie (1358).
Jean de Berry, nommé lieutenant du roi en 1358 pour des régions incluant l'Auvergne et le Languedoc, était une figure clé dans le gouvernement de Jean. L'apanage lui fournit les ressources nécessaires pour gouverner efficacement et soutenir les politiques royales.
Contrairement à l'Anjou ou à la Bourgogne, le Berry était moins exposé aux menaces externes immédiates, ce qui en faisait une base stable pour le patronage administratif et artistique de Jean.
Jean de Berry devint un mécène renommé des arts, commandant des œuvres comme Les Très Riches Heures du duc de Berry. Sa gouvernance renforça l'influence royale dans le centre de la France, le Berry restant étroitement lié à la couronne.
La stabilité de l'apanage contrastait avec l'autonomie de la Bourgogne et de l'Anjou, reflétant la loyauté de Jean et l'intégration de la région dans le domaine royal.

## Mariages et descendance
Jean le Bon est marié, à l'âge de treize ans, à Bonne de Luxembourg le dimanche 26 juillet 1332 à Melun. Ils ont onze enfants :
1. Blanche (1336-1336), sans postérité ;
2. Charles V (1338-1380), roi de France de 1364 à 1380, et descendance ;
3. Catherine (1338-1338), sans postérité ;
4. Louis (1339-1384), duc d'Anjou, épouse Marie de Blois (1345-1404), et descendance ;
5. Jean (1340-1416), duc de Berry, épouse en 1360 Jeanne d'Armagnac (?-1387), et descendance ;
6. Philippe le Hardi (1342-1404), duc de Bourgogne, épouse en 1369 Marguerite III de Flandre (1350-1405), et descendance ;
7. Jeanne (1343-1373), épouse en 1352 Charles le Mauvais, roi de Navarre (1332-1387), et descendance ;
8. Marie (1344-1404), épouse Robert Ier (1344-1411), duc de Bar, et descendance ;
9. Agnès de Valois (1345-1349), sans postérité ;
10. Marguerite (1347-1352), sans postérité ;
11. Isabelle (1348-1372), épouse Jean Galéas Visconti (1351-1402) duc de Milan, trois enfants dont Valentine Visconti, et postérité.

En pleine épidémie de peste noire, son épouse Bonne de Luxembourg meurt le 3 ou le 11 septembre 1349 à l'abbaye de Maubuisson.
Le 9 février 1350, Jean le Bon se remarie au château royal de Sainte-Gemme à Feucherolles avec Jeanne d'Auvergne (1326-1360), fille de Guillaume XII comte d'Auvergne, veuve de Philippe de Bourgogne.
Avec Jeanne, il a :
1. Blanche (1350-1350), sans postérité ;
2. Catherine (1352-1352), sans postérité ;
3. un fils (1354-1354), sans postérité.

Le chroniqueur anglais Thomas Walsingham lui donne — mais sans preuves — un fils naturel :
- Jean

### Sources primaires imprimées
- Raymond Cazelles ( éd.), Catalogue de comptes royaux des règnes de Philippe VI et de Jean II, t. 1, Paris, Imprimerie nationale, diffusion De Boccard, coll. « Recueil des historiens de la France. Documents financiers » (no 6), 1984, 275 p. (présentation en ligne), [présentation en ligne], [présentation en ligne].